# キングオブコント
『キングオブコント』（英: King Of Conte）は、TBSテレビが主催・運営するコントのコンテスト大会。通称『KOC』。総合司会は浜田雅功（ダウンタウン）が担当している。

## 概要
『M-1グランプリ』（朝日放送テレビ制作、テレビ朝日系列）や『R-1ぐらんぷり』（関西テレビ制作、フジテレビ系列）に続く、決勝が全国放送される「コント日本一」を決める大会である。
『オロナミンC〜キングオブコント2008』として2008年度に初めて開催され、以降毎年開催されている。決勝はTBS系列で秋（9月下旬 - 10月下旬の間）に生放送される。
『M-1』と『R-1』はそれぞれ在阪準キー局による単独制作だが、当大会は『日清食品 THE MANZAI』や『女芸人No.1決定戦 THE W』（日本テレビ制作）同様、東京キー局の単独制作である。在阪局（毎日放送など）は映像提供などは行うものの制作には関わらない。
第2回（2009年）は「JNN50周年記念番組」として、第7回（2014年）は「JNN55周年記念番組」として、第12回（2019年）は「JNN60周年記念番組」として放送され、第13回（2020年）以降は、同日に生放送される長時間特番『お笑いの日』内の番組として放送されている。
第1回（2008年）から第3回（2010年）までは大塚製薬の商品「オロナミンC」、第6回（2013年）はリクルートジョブズ発行・運営の求人フリーペーパーおよび求人サイト「TOWNWORK・TOWNWORKNET」、第9回（2016年）から第11回（2018年）まではCygames、第13回（2020年）は出前館、第14回（2021年）から第17回（2024年）はカーネクスト、第18回（2025年）は求人ボックスが冠スポンサーに就いている。
2021年3月12日に応募資格の改定が発表され、第14回（2021年）からプロ同士の即席ユニットの出場が解禁された（詳細は#参加規定を参照）。また、第4回（2011年）から10大会使用されていた番組ロゴが変更された。
2021年から2023年まで、スピンオフ企画として『キングオブコントの会』が年1回放送された。

## 優勝者に贈られる賞品
- 優勝賞金1000万円

### 副賞
- 第1回（2008年） -  第3回（2010年）
  - オロナミンC 1年分 - 第1回から第3回までは大塚製薬の商品「オロナミンC」が冠スポンサーだった。
- 第5回（2012年）
  - 1時間の特別番組
- 第6回（2013年）
  - オータムジャンボ宝くじ 3000枚[注 10] - 第6回において宝くじは22時台の主要スポンサーとなっている。
- 第9回（2016年）
  - 蒼の絶景を巡る旅 - 冠スポンサーがCygamesであるため、『グランブルーファンタジー』に因んだものとなっている。
- 第11回（2018年）
  - 『オールスター感謝祭』出場権
  - イタリア・ユベントス観戦ツアー - 冠スポンサーのCygamesは、ユヴェントスFCのオフィシャルスポンサーとなっている。
- 第13回（2020年）
  - 出前1年分 - 冠スポンサーの出前館に因んだものとなっている。
- 第14回（2021年） - 
  - お米1トン - 冠スポンサーのカーネクストに因んで車両重量相当分の新米となっている。

## 参加規定
プロ・アマチュア不問。所属事務所・芸歴・年齢・グループ結成年数の制限なし。ただし2人以上のグループに限る。1人（ピン）での出場は不可。
第14回（2021年）に応募資格が改定され、プロ同士の即席ユニットの出場が解禁された（なお併願エントリー不可）。

## 決勝までの道のり
1回戦が東京・大阪・名古屋・札幌・沖縄の各地で行われ、その後は大阪・東京での予選を経て東京・赤坂BLITZ（第13回（2020年）まで）、日経ホール（第14回（2021年））、新宿文化センター 大ホール（第15回（2022年））めぐろパーシモンホール 大ホール （第16回（2023年））で2日間行われる準決勝へと進む。

### シード権についての規定
第9回（2016年）までは前年度準決勝以上に進出したグループにのみシード権が与えられ、1回戦免除となる（第1回はなし。翌年の大会のみ有効でシード権を得た次の大会で準決勝以前に敗退、もしくは欠場した場合はシード権は無効となっていた）。
第10回（2017年）では予選において大幅なルール改正が行われ、準決勝ではグループ1組あたり2本ずつネタを披露することとなった他、2回戦と準決勝の間に準々決勝が追加された。また、シード権は「過去の準決勝進出者は1回戦免除」および「過去の決勝進出者は2回戦免除」となり、シード権保持者は前回成績に関わらず無期限で有効となった。
シード権は同一メンバーであればグループ名変更や事務所を移籍しても有効だが、グループの構成人員に変更があった場合はシード権が無効となる。また第14回（2021年）では即席ユニットに関してはシード権保持者同士のユニットであっても新規グループ扱いとなり、ノーシードからのエントリーとなる。

### 予選構成の変遷および制限時間
- 第1回（2008年）
  - 1回戦-2分／2回戦・準決勝-3分／決勝-5分
- 第2回（2009年） - 第4回（2011年）
  - 1回戦-2分／2回戦-3分／3回戦・準決勝・決勝-4分
- 第5回（2012年）- 第9回（2016年）
  - 1回戦-2分／2回戦[注 13]・準決勝・決勝-4分
- 第10回（2017年）
  - 1回戦-2分／2回戦・準々決勝・準決勝（2日）・決勝-4分
- 第11回（2018年）- 第14回（2021年）
  - 1回戦・2回戦-2分／準々決勝・準決勝（2日）・決勝-5分
- 第15回（2022年）- 
  - 1回戦-2分／2回戦-3分／準々決勝・準決勝（2日）・決勝-5分

第11回（2018年）では更にルール改正が行われ、準々決勝以降のネタ制限時間が5分に変更された他、準決勝と決勝は原則同じ2ネタを行うこととなった。さらに例年は準決勝終了後に決勝進出者が発表されていたが、そこでは当人たち以外には発表されず決勝当日の生放送での発表となった。第13回（2020年）からは廃止され決勝進出者の発表が再び準決勝終了後に戻った。
第13回（2020年）から第15回（2022年）までは新型コロナウイルス感染症に罹患および発症した場合に限り、予め収録した映像を提出したもので動画審査を準決勝まで数回実施する救済措置を講じた。

## 審査方法

### 予選審査
予選は放送作家とTBSのプロデューサーからなる数人の審査員が各100点満点で採点し、合計得点の高い順に合格となる。

### 決勝審査

#### 第8回（2015年）以降の審査方法
審査員5人（メンバーは決勝審査員欄を参照）が1人100点の持ち点で審査する。
「ファーストステージ」では各組それぞれネタ終了後、審査員5人が1人100点（500点満点）で採点する。全組のネタ終了後、そのうち得点上位3組（2017年までは得点上位5組）が「ファイナルステージ」に進出する（複数組が同点で並んだ場合、審査員5人が面白かった組に投票し、審査員から過半数票を獲得した者が「ファイナルステージ」に進出する）。「ファイナルステージ」に進出した全組が、「ファイナルステージ」で2本目のネタを披露し、再び審査員5人が1人100点（合計：500点）で採点する。「ファーストステージ」の得点と、「ファイナルステージ」の得点を合計し、2ネタの合計点（1000点満点）が最も高い組が優勝となる。
第8回（2015年）から第13回（2020年）までの6回はバナナマン・さまぁ〜ず・松本人志（ダウンタウン）の5人が審査員を務め、第14回（2021年）からは松本に加えて山内健司（かまいたち）・小峠英二（バイきんぐ）・秋山竜次（ロバート）・飯塚悟志（東京03）ら4人の歴代王者による5人へ変更された。なお、新たな審査員については「お笑いの日」の放送の中の各パートで1人ずつ発表された。第17回（2024年）は活動休止中の松本に代わり、同じく歴代王者のじろう（シソンヌ）が加わった。

#### 過去の審査方法
かつては「優勝者となる芸人を決めるのは、同じ舞台で戦った芸人自身」というコンセプトの下で、以下のようなルールによって行われた。
第1回（2008年）
決勝進出者8組を抽選によりAリーグとBリーグの2組に分けネタを披露する。審査は準決勝進出者100人が、無記名でそれぞれ5点満点、計500点満点で採点し、A・Bそれぞれのリーグの1位を選出する。
選出された各リーグ1位は最終決戦へ進出し、2本目のネタを披露する。終了後に自分達を含め、どちらのネタが良かったかを口頭で発表する。同点の場合、他の決勝進出者6組のうち先に4組が選んだコンビが優勝。さらに同点の場合、準決勝進出者100人の決選投票で優勝者を決定する。それでも同点の場合は両者優勝となる。

第2回（2009年） - 第6回（2013年）
決勝進出者8組がそれぞれ2ネタを披露、その2ネタの合計得点が高いコンビが優勝となる「フィギュア方式」を採用。審査は準決勝進出者100人が、無記名でそれぞれ10点満点、計1000点満点で採点する。
「ファーストステージ」では、事前の抽選により決定した出番で1本目のネタを披露する。その後の「セカンドステージ」ではファーストステージでの得点が低い順に2本目のネタを披露する。採点後に2ネタの合計点が暫定1位となったグループは別席に移動し、2位に落ちたグループは退場。これを繰り返して最終的な優勝者を決定する。

第7回（2014年）
決勝進出者10組がそれぞれ1対1で対決する「一騎打ち方式」を採用。また、第1回（2008年）以来となる2段階方式（第1ステージで敗退者が出る）となる。「一騎打ち方式」では、2組のネタを見た後に、準決勝進出者101名が「どちらのネタが面白かった」かを審査し判定する。
「ファーストステージ」では5組に分かれてそれぞれ1本目のネタを披露し、勝者は「ファイナルステージ」へ進出する。敗者はその場で敗退となる。その後の「ファイナルステージ」では、ファーストステージの勝者5組が抽選により決定したネタ順で2本目のネタを披露する。まず1組目と2組目が対戦し勝者が暫定王者となり、そして暫定王者と3組目が対戦し勝者が暫定王者となる。これを繰り返し暫定王者と5組目の対決の勝者が優勝となる。

## 出演者（決勝）

### 司会
| 放送回           | タレント                          | TBSアナウンサー     |
| ---------------- | --------------------------------- | ------------------- |
| 第1回（2008年）  | ダウンタウン                      | 小林麻耶            |
| 第2回（2009年）  | ダウンタウン                      | 出水麻衣            |
| 第3回（2010年）  | ダウンタウン                      | 出水麻衣            |
| 第4回（2011年）  | ダウンタウン                      | 出水麻衣            |
| 第5回（2012年）  | ダウンタウン                      | 青木裕子            |
| 第6回（2013年）  | ダウンタウン                      | 小林悠              |
| 第7回（2014年）  | ダウンタウン                      | 吉田明世            |
| 第8回（2015年）  | 浜田雅功（ダウンタウン）          | 吉田明世 国山ハセン |
| 第9回（2016年）  | 浜田雅功（ダウンタウン）          | 吉田明世 国山ハセン |
| 第10回（2017年） | 浜田雅功（ダウンタウン）          | 吉田明世 国山ハセン |
| 第11回（2018年） | 浜田雅功（ダウンタウン） 葵わかな |                     |
| 第12回（2019年） | 浜田雅功（ダウンタウン） 葵わかな |                     |
| 第13回（2020年） | 浜田雅功（ダウンタウン）          | 日比麻音子          |
| 第14回（2021年） | 浜田雅功（ダウンタウン）          | 日比麻音子          |
| 第15回（2022年） | 浜田雅功（ダウンタウン）          | 日比麻音子          |
| 第16回（2023年） | 浜田雅功（ダウンタウン）          | 日比麻音子          |
| 第17回（2024年） | 浜田雅功（ダウンタウン）          | 日比麻音子          |

### 審査員
- 第8回以降の審査員は画面向かって左側からの席順。個々の得点発表もこの順に行われる。
- 第8回（2015年）から第16回（2023年）までの松本は審査員長として出演。

| 放送回           | 審査員                                                           | 審査員                        | 審査員                        | 審査員                        | 審査員                        |
| ---------------- | ---------------------------------------------------------------- | ----------------------------- | ----------------------------- | ----------------------------- | ----------------------------- |
| 第1回（2008年）  | 予選リーグ：準決勝敗退者100人                                    | 予選リーグ：準決勝敗退者100人 | 予選リーグ：準決勝敗退者100人 | 予選リーグ：準決勝敗退者100人 | 予選リーグ：準決勝敗退者100人 |
| 第1回（2008年）  | 最終決戦：最終決戦進出者を含む決勝進出者8組（準決勝敗退者100人） |                               |                               |                               |                               |
| 第2回（2009年）  | 準決勝敗退者100人                                                | 準決勝敗退者100人             | 準決勝敗退者100人             | 準決勝敗退者100人             | 準決勝敗退者100人             |
| 第3回（2010年）  | 準決勝敗退者100人                                                | 準決勝敗退者100人             | 準決勝敗退者100人             | 準決勝敗退者100人             | 準決勝敗退者100人             |
| 第4回（2011年）  | 準決勝敗退者100人                                                | 準決勝敗退者100人             | 準決勝敗退者100人             | 準決勝敗退者100人             | 準決勝敗退者100人             |
| 第5回（2012年）  | 準決勝敗退者100人                                                | 準決勝敗退者100人             | 準決勝敗退者100人             | 準決勝敗退者100人             | 準決勝敗退者100人             |
| 第6回（2013年）  | 準決勝敗退者100人                                                | 準決勝敗退者100人             | 準決勝敗退者100人             | 準決勝敗退者100人             | 準決勝敗退者100人             |
| 第7回（2014年）  | 準決勝敗退者101人                                                | 準決勝敗退者101人             | 準決勝敗退者101人             | 準決勝敗退者101人             | 準決勝敗退者101人             |
| 第8回（2015年）  | 設楽統 （バナナマン）                                            | 日村勇紀 （バナナマン）       | 三村マサカズ （さまぁ〜ず）   | 大竹一樹 （さまぁ〜ず）       | 松本人志 （ダウンタウン）     |
| 第9回（2016年）  | 設楽統 （バナナマン）                                            | 日村勇紀 （バナナマン）       | 三村マサカズ （さまぁ〜ず）   | 大竹一樹 （さまぁ〜ず）       | 松本人志 （ダウンタウン）     |
| 第10回（2017年） | 設楽統 （バナナマン）                                            | 日村勇紀 （バナナマン）       | 三村マサカズ （さまぁ〜ず）   | 大竹一樹 （さまぁ〜ず）       | 松本人志 （ダウンタウン）     |
| 第11回（2018年） | 設楽統 （バナナマン）                                            | 日村勇紀 （バナナマン）       | 三村マサカズ （さまぁ〜ず）   | 大竹一樹 （さまぁ〜ず）       | 松本人志 （ダウンタウン）     |
| 第12回（2019年） | 設楽統 （バナナマン）                                            | 日村勇紀 （バナナマン）       | 三村マサカズ （さまぁ〜ず）   | 大竹一樹 （さまぁ〜ず）       | 松本人志 （ダウンタウン）     |
| 第13回（2020年） | 設楽統 （バナナマン）                                            | 日村勇紀 （バナナマン）       | 三村マサカズ （さまぁ〜ず）   | 大竹一樹 （さまぁ〜ず）       | 松本人志 （ダウンタウン）     |
| 第14回（2021年） | 山内健司 （かまいたち）                                          | 秋山竜次 （ロバート）         | 小峠英二 （バイきんぐ）       | 飯塚悟志 （東京03）           | 松本人志 （ダウンタウン）     |
| 第15回（2022年） | 山内健司 （かまいたち）                                          | 秋山竜次 （ロバート）         | 小峠英二 （バイきんぐ）       | 飯塚悟志 （東京03）           | 松本人志 （ダウンタウン）     |
| 第16回（2023年） | 山内健司 （かまいたち）                                          | 秋山竜次 （ロバート）         | 小峠英二 （バイきんぐ）       | 飯塚悟志 （東京03）           | 松本人志 （ダウンタウン）     |
| 第17回（2024年） | じろう （シソンヌ）                                              | 山内健司 （かまいたち）       | 秋山竜次 （ロバート）         | 小峠英二 （バイきんぐ）       | 飯塚悟志 （東京03）           |

### スペシャルサポーター
第14回（2021年）からは、審査員の山内と小峠の相方である濱家隆一（かまいたち）と西村瑞樹（バイきんぐ）が暫定順位席横に待機しており、MCとのやりとり等を担当する。また、暫定順位席の様子は公式SNSで生配信が行われる。第17回（2024年）では西村に加え、新たに審査員に就任したじろうの相方である長谷川忍（シソンヌ）が担当した。

## ナレーション
| 放送回           | タレント   | TBSアナウンサー   |
| ---------------- | ---------- | ----------------- |
| 第1回（2008年）  | 中井和哉   |                   |
| 第2回（2009年）  | 中井和哉   | 駒田健吾          |
| 第3回（2010年）  | 中井和哉   | 駒田健吾          |
| 第4回（2011年）  | 中井和哉   | 高野貴裕          |
| 第5回（2012年）  | 中井和哉   | 赤荻歩            |
| 第6回（2013年）  | 中井和哉   | 高野貴裕          |
| 第7回（2014年）  | 中井和哉   | 高野貴裕          |
| 第8回（2015年）  | 三村ロンド | 伊藤隆佑          |
| 第9回（2016年）  | 三村ロンド | 伊藤隆佑          |
| 第10回（2017年） | 神谷浩史   | 伊藤隆佑          |
| 第11回（2018年） | 櫻井孝宏   | 伊藤隆佑          |
| 第12回（2019年） | 津田健次郎 | 伊藤隆佑          |
| 第13回（2020年） | 立木文彦   | 伊藤隆佑 斎藤哲也 |
| 第14回（2021年） | 大塚芳忠   | 伊藤隆佑          |
| 第15回（2022年） | 今野浩喜   | 南波雅俊          |
| 第16回（2023年） | 今野浩喜   | 南波雅俊          |
| 第17回（2024年） | 今野浩喜   | 南波雅俊          |

## 歴代優勝者
- 大会期間の最終日が、決勝およびテレビ放送日。
- 2013年（第6回大会）のエントリー総数は2988組となっているが、2014年（第7回大会）の番組内では2013年（第6回大会）のエントリー総数は2991組と紹介された。
- 2019年に、よしもとクリエイティブ・エージェンシーが吉本興業へ名称が変更された。
- 番組内では大会優勝者を「キングオブコント」または「キング」と呼称する。

| 回 | 大会期間                | 優勝者 所属事務所（当時）                                         | 決勝進出回数                 | 結成年 | 1st通過順位 | 出場組数 |
| -- | ----------------------- | ----------------------------------------------------------------- | ---------------------------- | ------ | ----------- | -------- |
| 1  | 2008年 7月19日-10月5日  | バッファロー吾郎 よしもとクリエイティブ・エージェンシー           | -                            | 1989年 | -           | 2146組   |
| 2  | 2009年 6月20日-9月22日  | 東京03 プロダクション人力舎                                       | 初進出                       | 2003年 | 2位         | 2584組   |
| 3  | 2010年 6月5日-9月23日   | キングオブコメディ プロダクション人力舎                           | 初進出                       | 2000年 | 1位         | 3009組   |
| 4  | 2011年 6月27日-9月23日  | ロバート よしもとクリエイティブ・エージェンシー                   | 3年ぶり 2回目 （ノーシード） | 1998年 | 1位         | 3026組   |
| 5  | 2012年 7月2日-9月22日   | バイきんぐ SMA NEET Project                                       | 初進出                       | 1996年 | 1位         | 2971組   |
| 6  | 2013年 7月1日-9月23日   | かもめんたる サンミュージックプロダクション                       | 2年連続 2回目                | 2007年 | 1位         | 2988組   |
| 7  | 2014年 6月30日-10月13日 | シソンヌ よしもとクリエイティブ・エージェンシー                   | 初進出                       | 2006年 | -           | 2810組   |
| 8  | 2015年 7月6日-10月11日  | コロコロチキチキペッパーズ よしもとクリエイティブ・エージェンシー | 初進出 （ノーシード）        | 2012年 | 2位         | 2455組   |
| 9  | 2016年 7月4日-10月2日   | ライス よしもとクリエイティブ・エージェンシー                     | 初進出 （ノーシード）        | 2003年 | 同率1位     | 2510組   |
| 10 | 2017年 7月3日-10月1日   | かまいたち よしもとクリエイティブ・エージェンシー                 | 2年連続 2回目                | 2004年 | 2位         | 2477組   |
| 11 | 2018年 7月2日-9月22日   | ハナコ ワタナベエンターテインメント                               | 初進出                       | 2014年 | 3位         | 2490組   |
| 12 | 2019年 6月24日-9月21日  | どぶろっく 浅井企画                                               | 初進出 （ノーシード）        | 2004年 | 1位         | 2413組   |
| 13 | 2020年 7月8日-9月26日   | ジャルジャル 吉本興業                                             | 2年連続 4回目                | 2003年 | 1位         | 1707組   |
| 14 | 2021年 6月17日-10月2日  | 空気階段 吉本興業                                                 | 3年連続 3回目                | 2012年 | 1位         | 3015組   |
| 15 | 2022年 6月23日-10月8日  | ビスケットブラザーズ 吉本興業                                     | 3年ぶり 2回目                | 2011年 | 1位         | 3018組   |
| 16 | 2023年 6月17日-10月21日 | サルゴリラ 吉本興業                                               | 初進出                       | 2016年 | 1位         | 3036組   |
| 17 | 2024年 6月23日-10月12日 | ラブレターズ ASH&Dコーポレーション                                | 2年連続 5回目                | 2009年 | 同率2位     | 3139組   |

## 歴代決勝結果一覧
| 金背景   | 1位通過・優勝      |
| 銀背景   | 2位通過            |
| 銅背景   | 3位通過            |
| 緑背景   | 4位通過            |
| 水色背景 | 5位通過            |
| 赤文字   | 審査員別の最高評点 |
| 青文字   | 審査員別の最低評点 |
| 赤太文字 | 全体の最高評点     |
| 青太文字 | 全体の最低評点     |
| 黒太文字 | 決め手・最高得点   |

- 所属事務所は出場当時。
- 順位や得点などをまとめた表は、矢印がついたセルをクリックすると、昇順、降順、元の順の順番で並び替えられる。

### 第1回（2008年）
| 順位 | グループ名 所属事務所                                         | キャッチコピー         | 予選リーグ | 予選リーグ | 最終決戦 | 最終決戦 |
| 順位 | グループ名 所属事務所                                         | キャッチコピー         | 出番       | 得点       | 出番     | 得票     |
| ---- | ------------------------------------------------------------- | ---------------------- | ---------- | ---------- | -------- | -------- |
| 優勝 | バッファロー吾郎 よしもとクリエイティブ・エージェンシー       | 熟成されて19年         | A-2番      | 460点      | 先攻     | 5票      |
| 2位  | バナナマン ホリプロコム                                       | ライブ至上主義         | B-3番      | 482点      | 後攻     | 2票      |
| 3位  | ロバート よしもとクリエイティブ・エージェンシー               | 世にも奇妙な三重奏     | B-2番      | 473点      |          |          |
| 4位  | チョコレートプラネット よしもとクリエイティブ・エージェンシー | 未確認コント星人       | B-1番      | 415点      |          |          |
| 5位  | ザ・ギース ASH&Dコーポレーション                              | 解散をかけた挑戦!      | A-3番      | 400点      |          |          |
| 6位  | 天竺鼠 よしもとクリエイティブ・エージェンシー                 | 野心と情熱のコント志士 | A-4番      | 388点      |          |          |
| 7位  | TKO 松竹芸能                                                  | 全国区 5回目の正直     | A-1番      | 368点      |          |          |
| 8位  | 2700 よしもとクリエイティブ・エージェンシー                   | 結成半年の奇跡コンビ   | B-4番      | 327点      |          |          |

| 出番順 | グループ名       | 得票数 | バッファロー 吾郎 | バナナマン | TKO | ザ・ギース | 天竺鼠 | チョコレート プラネット | ロバート | 2700      |
| ------ | ---------------- | ------ | ----------------- | ---------- | --- | ---------- | ------ | ----------------------- | -------- | --------- |
| 先攻   | バッファロー吾郎 | 5      | ★                 |            | ★   |            | ★      | ★                       | ★        | [ 注 19 ] |
| 後攻   | バナナマン       | 2      |                   | ★          |     | ★          |        |                         |          | [ 注 19 ] |

- トーナメント方式のため、正確には3位以下の順位を付けられないが、ロバートについては吉本興業のホームページ内で「第3位」と記載されている[14]。本項ではそれに合わせて、予選リーグ敗退者も得点順で順位を付けている。
- バッファロー吾郎が記録した結成19年での優勝は今もなお最長記録である。
- 以前はParaviで配信されていたがお笑い芸人による闇営業問題発覚後に配信が終了されており、現在も配信されていない。

### 第2回（2009年）
| 順位 | グループ名 所属事務所                                     | キャッチコピー               | 決勝進出歴        | ファースト | ファースト | セカンド | セカンド | 合計   |
| 順位 | グループ名 所属事務所                                     | キャッチコピー               | 決勝進出歴        | 出番       | 得点       | 出番     | 得点     | 合計   |
| ---- | --------------------------------------------------------- | ---------------------------- | ----------------- | ---------- | ---------- | -------- | -------- | ------ |
| 優勝 | 東京03 プロダクション人力舎                               | 首都圏発!コント三銃士        | 初進出            | 1番        | 835点      | 7番      | 953点    | 1788点 |
| 2位  | サンドウィッチマン フラットファイヴ                       | 2冠を狙うM-1王者             | 初進出 ノーシード | 7番        | 878点      | 8番      | 865点    | 1743点 |
| 3位  | しずる よしもとクリエイティブ・エージェンシー             | 静かなる技巧派コント職人     | 初進出            | 6番        | 820点      | 6番      | 831点    | 1651点 |
| 4位  | インパルス よしもとクリエイティブ・エージェンシー         | 無限のコント製造マシーン     | 初進出            | 8番        | 767点      | 3番      | 868点    | 1635点 |
| 5位  | モンスターエンジン よしもとクリエイティブ・エージェンシー | お笑い怪物フルスロットル     | 初進出            | 3番        | 771点      | 4番      | 855点    | 1626点 |
| 6位  | ロッチ ワタナベエンターテインメント                       | 遅れてきた本格派ルーキー     | 初進出 ノーシード | 4番        | 807点      | 5番      | 804点    | 1611点 |
| 7位  | 天竺鼠 よしもとクリエイティブ・エージェンシー             | 唯一の2年連続ファイナリスト  | 2年連続           | 5番        | 723点      | 1番      | 829点    | 1552点 |
| 8位  | ジャルジャル よしもとクリエイティブ・エージェンシー       | 逆襲を誓う若き浪花のコント師 | 初進出            | 2番        | 734点      | 2番      | 805点    | 1539点 |

| 順位 | グループ名         | ステージ   | 得点 |
| ---- | ------------------ | ---------- | ---- |
| 1位  | 東京03             | セカンド   | 953  |
| 2位  | サンドウィッチマン | ファースト | 878  |
| 3位  | インパルス         | セカンド   | 868  |
| 4位  | サンドウィッチマン | セカンド   | 865  |
| 5位  | モンスターエンジン | セカンド   | 855  |
| 6位  | 東京03             | ファースト | 835  |
| 7位  | しずる             | セカンド   | 831  |
| 8位  | 天竺鼠             | セカンド   | 829  |
| 9位  | しずる             | ファースト | 820  |
| 10位 | ロッチ             | ファースト | 807  |
| 11位 | ジャルジャル       | セカンド   | 805  |
| 12位 | ロッチ             | セカンド   | 804  |
| 13位 | モンスターエンジン | ファースト | 771  |
| 14位 | インパルス         | ファースト | 767  |
| 15位 | ジャルジャル       | ファースト | 734  |
| 16位 | 天竺鼠             | ファースト | 723  |

- 決勝初進出組の割合が87.5%（8組中天竺鼠以外の7組）と、初回を除き最多。
- 『M-1』、『THE MANZAI』と合わせて、初めてトリオ（3人組）が優勝した。
- 初めて『M-1』の優勝者（サンドウィッチマン）が決勝進出した。
- 東京03がトップバッターからの優勝を成し遂げた。
  - また、東京03は招待枠としてS-1バトルグランドチャンピオン大会2010に出場した。
- 第2 - 6回当時の制度で、優勝者から最下位までの点差239点は歴代最少である。
- 第2 - 6回当時の制度で、唯一ファーストステージ1位通過のコンビ（サンドウィッチマン）が優勝できなかった。
- 審査員にメンバーの不祥事によって解散したキングオブコメディが含まれているため、Paraviなどでの配信では該当メンバーとその周辺がモザイク処理されている。

### 第3回（2010年）
| 順位 | グループ名 所属事務所                               | キャッチコピー                | 決勝進出歴 | ファースト | ファースト | セカンド | セカンド | 合計   |
| 順位 | グループ名 所属事務所                               | キャッチコピー                | 決勝進出歴 | 出番       | 得点       | 出番     | 得点     | 合計   |
| ---- | --------------------------------------------------- | ----------------------------- | ---------- | ---------- | ---------- | -------- | -------- | ------ |
| 優勝 | キングオブコメディ プロダクション人力舎             | 瞬殺!今夜本当のキングになる!  | 初進出     | 4番        | 908点      | 8番      | 928点    | 1836点 |
| 2位  | ピース よしもとクリエイティブ・エージェンシー       | 冷静×情熱 奇跡の化学反応      | 初進出     | 3番        | 827点      | 4番      | 942点    | 1769点 |
| 3位  | TKO 松竹芸能                                        | 芸歴19年!驚異のチャレンジャー | 2年ぶり    | 1番        | 820点      | 2番      | 916点    | 1736点 |
| 4位  | ジャルジャル よしもとクリエイティブ・エージェンシー | 逆襲を誓う若き浪花のコント師  | 2年連続    | 5番        | 829点      | 5番      | 898点    | 1727点 |
| 5位  | ラバーガール プロダクション人力舎                   | 東京03の秘蔵っ子              | 初進出     | 7番        | 864点      | 6番      | 830点    | 1694点 |
| 6位  | しずる よしもとクリエイティブ・エージェンシー       | 玉座奪還 狙うはNo.1           | 2年連続    | 8番        | 898点      | 7番      | 772点    | 1670点 |
| 7位  | ロッチ ワタナベエンターテインメント                 | コントワールド無限大          | 2年連続    | 2番        | 826点      | 3番      | 781点    | 1607点 |
| 8位  | エレキコミック トゥインクル・コーポレーション       | 電撃バカ!1000万ボルト         | 初進出     | 6番        | 727点      | 1番      | 720点    | 1447点 |

| 順位 | グループ名         | ステージ   | 得点 |
| ---- | ------------------ | ---------- | ---- |
| 1位  | ピース             | セカンド   | 942  |
| 2位  | キングオブコメディ | セカンド   | 928  |
| 3位  | TKO                | セカンド   | 916  |
| 4位  | キングオブコメディ | ファースト | 908  |
| 5位  | しずる             | ファースト | 898  |
| 5位  | ジャルジャル       | セカンド   | 898  |
| 7位  | ラバーガール       | ファースト | 864  |
| 8位  | ラバーガール       | セカンド   | 830  |
| 9位  | ジャルジャル       | ファースト | 829  |
| 10位 | ピース             | ファースト | 827  |
| 11位 | ロッチ             | ファースト | 826  |
| 12位 | TKO                | ファースト | 820  |
| 13位 | ロッチ             | セカンド   | 781  |
| 14位 | しずる             | セカンド   | 772  |
| 15位 | エレキコミック     | ファースト | 727  |
| 16位 | エレキコミック     | セカンド   | 720  |

- 第2 - 6回当時の制度で初めてファースト、セカンド共に900点台を獲得した組と700点台を獲得した組が出た。
- 2大会連続で人力舎所属の芸人が優勝した。よしもとクリエイティブ・エージェンシー以外の同じ事務所の芸人が連続して優勝するのは史上初。
- 決勝進出組がコンビ（2人組）のみだったのは、第17回（2024年）終了時点でこの回のみ。
- 第2 - 6回当時の制度で、唯一優勝コンビ以外のネタが全体得点ランキングの1位を獲得した。
- 『M-1』、『THE MANZAI』、『THE W』と合わせて、優勝したコンビが解散したのは史上初。またメンバーの不祥事によって解散した影響からか、Paraviではこの回は配信されていない。

### 第4回（2011年）
| 順位 | グループ名 所属事務所                                     | キャッチコピー                      | 決勝進出歴               | ファースト | ファースト | セカンド | セカンド | 合計   |
| 順位 | グループ名 所属事務所                                     | キャッチコピー                      | 決勝進出歴               | 出番       | 得点       | 出番     | 得点     | 合計   |
| ---- | --------------------------------------------------------- | ----------------------------------- | ------------------------ | ---------- | ---------- | -------- | -------- | ------ |
| 優勝 | ロバート よしもとクリエイティブ・エージェンシー           | 帰ってきた!キングトリオ!            | 3年ぶり 2回目 ノーシード | 3番        | 942点      | 8番      | 934点    | 1876点 |
| 2位  | 2700 よしもとクリエイティブ・エージェンシー               | どん底から生還したビートメーカー    | 3年ぶり 2回目            | 5番        | 884点      | 7番      | 925点    | 1809点 |
| 3位  | モンスターエンジン よしもとクリエイティブ・エージェンシー | お笑い怪物フルスロットル            | 2年ぶり 2回目            | 6番        | 843点      | 5番      | 919点    | 1762点 |
| 4位  | インパルス よしもとクリエイティブ・エージェンシー         | 無限のコント製造マシーン            | 2年ぶり 2回目            | 8番        | 815点      | 4番      | 881点    | 1696点 |
| 5位  | 鬼ヶ島 プロダクション人力舎                               | 受け継ぐキングのDNA                 | 初進出                   | 7番        | 874点      | 6番      | 805点    | 1679点 |
| 6位  | TKO 松竹芸能                                              | 芸歴20年!不屈のアラフォーファイター | 2年連続 3回目            | 2番        | 757点      | 2番      | 877点    | 1634点 |
| 7位  | ラブレターズ ASH&Dコーポレーション                        | 無印のシンデレラボーイ              | 初進出 ノーシード        | 4番        | 790点      | 3番      | 798点    | 1588点 |
| 8位  | トップリード 太田プロダクション                           | トップで狙う!初出場!初優勝!         | 初進出                   | 1番        | 750点      | 1番      | 765点    | 1515点 |

| 順位 | グループ名         | ステージ   | 得点 |
| ---- | ------------------ | ---------- | ---- |
| 1位  | ロバート           | ファースト | 942  |
| 2位  | ロバート           | セカンド   | 934  |
| 3位  | 2700               | セカンド   | 925  |
| 4位  | モンスターエンジン | セカンド   | 919  |
| 5位  | 2700               | ファースト | 884  |
| 6位  | インパルス         | セカンド   | 881  |
| 7位  | TKO                | セカンド   | 877  |
| 8位  | 鬼ヶ島             | ファースト | 874  |
| 9位  | モンスターエンジン | ファースト | 843  |
| 10位 | インパルス         | ファースト | 815  |
| 11位 | 鬼ヶ島             | セカンド   | 805  |
| 12位 | ラブレターズ       | セカンド   | 798  |
| 13位 | ラブレターズ       | ファースト | 790  |
| 14位 | トップリード       | セカンド   | 765  |
| 15位 | TKO                | ファースト | 757  |
| 16位 | トップリード       | ファースト | 750  |

- シード制度が導入された第2回以降、初めてノーシード枠からの優勝が出た[注 21]。
- ロバートが大会史上初めて、全体得点ランキングの1位・2位の独占を達成した。
- 史上初めて、過去の決勝経験者が優勝した。
- 第2 - 6回当時の制度で、初めてトップバッターが最下位に沈んだ。
- 2018年にトップリードの新妻悠太が自らの不祥事によって芸能界を引退したため、Paraviで配信されている映像ではトップリードのネタは2本ともカットされ、決勝進出組紹介のVTRからもカットされている。

### 第5回（2012年）
| 順位 | グループ名 所属事務所                           | キャッチコピー                        | 決勝進出歴        | ファースト | ファースト | セカンド | セカンド | 合計   |
| 順位 | グループ名 所属事務所                           | キャッチコピー                        | 決勝進出歴        | 出番       | 得点       | 出番     | 得点     | 合計   |
| ---- | ----------------------------------------------- | ------------------------------------- | ----------------- | ---------- | ---------- | -------- | -------- | ------ |
| 優勝 | バイきんぐ SMA NEET Project                     | 魂の雄たけび!笑いの海賊               | 初進出            | 8番        | 967点      | 8番      | 974点    | 1941点 |
| 2位  | さらば青春の光 松竹芸能                         | 浪速の通天閣ルーキー                  | 初進出            | 1番        | 862点      | 5番      | 945点    | 1807点 |
| 3位  | かもめんたる サンミュージックプロダクション     | 夢よ再び!今夜羽ばたく!                | 初進出 ノーシード | 4番        | 883点      | 6番      | 907点    | 1790点 |
| 4位  | しずる よしもとクリエイティブ・エージェンシー   | 三度目の正直!キングを狙うリベンジャー | 2年ぶり 3回目     | 6番        | 913点      | 7番      | 875点    | 1788点 |
| 5位  | うしろシティ 松竹芸能                           | 学生服の泣き虫ボーイズ                | 初進出            | 5番        | 843点      | 4番      | 837点    | 1680点 |
| 6位  | 夜ふかしの会 劇団夜ふかしの会（フリー）         | 演劇界からの5人の刺客                 | 初進出            | 7番        | 778点      | 3番      | 717点    | 1495点 |
| 7位  | 銀シャリ よしもとクリエイティブ・エージェンシー | コントで魅せる漫才魂                  | 初進出            | 2番        | 754点      | 2番      | 732点    | 1486点 |
| 8位  | トップリード 太田プロダクション                 | 屈辱をバネに!今年こそトップを獲る!    | 2年連続 2回目     | 3番        | 711点      | 1番      | 683点    | 1394点 |

| 順位 | グループ名     | ステージ   | 得点 |
| ---- | -------------- | ---------- | ---- |
| 1位  | バイきんぐ     | セカンド   | 974  |
| 2位  | バイきんぐ     | ファースト | 967  |
| 3位  | さらば青春の光 | セカンド   | 945  |
| 4位  | しずる         | ファースト | 913  |
| 5位  | かもめんたる   | セカンド   | 907  |
| 6位  | かもめんたる   | ファースト | 883  |
| 7位  | しずる         | セカンド   | 875  |
| 8位  | さらば青春の光 | ファースト | 862  |
| 9位  | うしろシティ   | ファースト | 843  |
| 10位 | うしろシティ   | セカンド   | 837  |
| 11位 | 夜ふかしの会   | ファースト | 778  |
| 12位 | 銀シャリ       | ファースト | 754  |
| 13位 | 銀シャリ       | セカンド   | 732  |
| 14位 | 夜ふかしの会   | セカンド   | 717  |
| 15位 | トップリード   | ファースト | 711  |
| 16位 | トップリード   | セカンド   | 683  |

- 夜ふかしの会が4人以上のグループとして初進出。また、無所属でのグループの決勝進出も史上初。
- トリオ（3人組）が決勝に進出しなかった（第3回（2010年）以来2度目）。
- バイきんぐが前年度のロバートに続き、全体得点ランキングの1位・2位を独占した。また、第2回から第6回までの採点方式の中で、バイきんぐの合計1941点は大会歴代最高得点となった。
- トップリードの合計得点1394点は大会歴代最低得点となり、セカンドステージで記録した683点は各ステージでの歴代最低得点（唯一の600点台）となった。彼らがファーストステージで記録した711点も、歴代ワースト2位の記録である。
- 優勝者と最下位の合計得点差は歴代最大となる547点。
- 『M-1』、『R-1』、『THE MANZAI』と合わせて、出場組数が前年を下回ったのは史上初（2971組、前年3026組）。
- 第4回と同様、Paraviで配信されている映像ではトップリードのネタと紹介VTRがカットされている。

### 第6回（2013年）
| 順位 | グループ名 所属事務所                         | キャッチコピー                               | 決勝進出歴    | ファースト | ファースト | セカンド | セカンド | 合計   |
| 順位 | グループ名 所属事務所                         | キャッチコピー                               | 決勝進出歴    | 出番       | 得点       | 出番     | 得点     | 合計   |
| ---- | --------------------------------------------- | -------------------------------------------- | ------------- | ---------- | ---------- | -------- | -------- | ------ |
| 優勝 | かもめんたる サンミュージックプロダクション   | 王座へ飛翔! リベンジ誓う笑いの翼             | 2年連続 2回目 | 3番        | 923点      | 8番      | 982点    | 1905点 |
| 2位  | 鬼ヶ島 プロダクション人力舎                   | 崖っぷち返上! 絶叫コント三人衆               | 2年ぶり 2回目 | 2番        | 904点      | 7番      | 950点    | 1854点 |
| 3位  | 天竺鼠 よしもとクリエイティブ・エージェンシー | 4年ぶりの返り咲き! 新・浪花のエース          | 4年ぶり 3回目 | 4番        | 879点      | 4番      | 946点    | 1825点 |
| 4位  | さらば青春の光 フリー                         | ドン底から王者へ! 無所属ファイナリスト       | 2年連続 2回目 | 8番        | 899点      | 6番      | 847点    | 1746点 |
| 5位  | TKO 松竹芸能                                  | 獲るまで辞めねぇ! 不屈のアラフォーファイター | 2年ぶり 4回目 | 6番        | 896点      | 5番      | 808点    | 1704点 |
| 6位  | ジグザグジギー マセキ芸能社                   | 覚醒! ウンナン遺伝子の継承者                 | 初進出        | 7番        | 825点      | 2番      | 819点    | 1644点 |
| 7位  | アルコ&ピース 太田プロダクション              | 念願の夢舞台 解放!コント魂                   | 初進出        | 5番        | 831点      | 3番      | 808点    | 1639点 |
| 8位  | うしろシティ 松竹芸能                         | 再び約束の地へ! 舞い戻ったニューコント王子様 | 2年連続 2回目 | 1番        | 773点      | 1番      | 814点    | 1587点 |

| 順位 | グループ名     | ステージ   | 得点 |
| ---- | -------------- | ---------- | ---- |
| 1位  | かもめんたる   | セカンド   | 982  |
| 2位  | 鬼ヶ島         | セカンド   | 950  |
| 3位  | 天竺鼠         | セカンド   | 946  |
| 4位  | かもめんたる   | ファースト | 923  |
| 5位  | 鬼ヶ島         | ファースト | 904  |
| 6位  | さらば青春の光 | ファースト | 899  |
| 7位  | TKO            | ファースト | 896  |
| 8位  | 天竺鼠         | ファースト | 879  |
| 9位  | さらば青春の光 | セカンド   | 847  |
| 10位 | アルコ&ピース  | ファースト | 831  |
| 11位 | ジグザグジギー | ファースト | 825  |
| 12位 | ジグザグジギー | セカンド   | 819  |
| 13位 | うしろシティ   | セカンド   | 814  |
| 14位 | アルコ&ピース  | セカンド   | 808  |
| 14位 | TKO            | セカンド   | 808  |
| 16位 | うしろシティ   | ファースト | 773  |

- 決勝進出芸人の所属事務所数は過去最多の6社。
  - 吉本所属グループが1組（天竺鼠）と過去最少。これは『M-1』、『R-1』、『THE MANZAI』を含めても他に例がない。
- 初進出組が2組と、第2回以降で最少。また、決勝経験者の割合（75%）は過去最多。
- かもめんたるが『M-1』、『R-1』、『THE MANZAI』と合わせて、サンミュージックプロダクション所属で初めての優勝者となった。
- かもめんたるがセカンドステージで記録した982点は、第2回から第6回までの採点方式におけるステージ別の最高得点である。
- 今大会のみ、スタジオセットの色が赤色から黄色に変更された。

### 第7回（2014年）
| 成績                    | グループ名 所属事務所                                         | キャッチコピー                                        | 決勝進出歴        | ネタ順       | ネタ順     |
| 成績                    | グループ名 所属事務所                                         | キャッチコピー                                        | 決勝進出歴        | ファースト   | ファイナル |
| ----------------------- | ------------------------------------------------------------- | ----------------------------------------------------- | ----------------- | ------------ | ---------- |
| 優勝                    | シソンヌ よしもとクリエイティブ・エージェンシー               | ついに浮上!つきつめた 狂喜のキャラ職人                | 初進出            | 第1試合 先攻 | 5番        |
| 2位                     | チョコレートプラネット よしもとクリエイティブ・エージェンシー | 再起をかけた武者修行! 磨いたコントで狙うは王座        | 6年ぶり 2回目     | 第5試合 先攻 | 1番        |
| 3位                     | ラバーガール プロダクション人力舎                             | 俺らが獲らなきゃ誰が獲る! 4年越しのお笑いリベンジャー | 4年ぶり 2回目     | 第2試合 先攻 | 4番        |
| 4位                     | バンビーノ よしもとクリエイティブ・エージェンシー             | 言葉はいらねぇ! 世界を笑わす浪速の新星                | 初進出            | 第3試合 先攻 | 2番        |
| 5位                     | 犬の心 よしもとクリエイティブ・エージェンシー                 | 吠えろ苦節17年! 夢の舞台で負け犬返上!                 | 初進出            | 第4試合 後攻 | 3番        |
| ファースト ステージ敗退 | 巨匠 プロダクション人力舎                                     | 笑いで一括返済!今宵 借金王からコント王へ              | 初進出            | 第1試合 後攻 |            |
| ファースト ステージ敗退 | リンゴスター プロダクション人力舎                             | お笑い界の下剋上!目指せ 史上最年少キング              | 初進出 ノーシード | 第2試合 後攻 |            |
| ファースト ステージ敗退 | さらば青春の光 ザ・森東                                       | 3年連続ファイナリスト! 我が道を行く雑草コンビ         | 3年連続 3回目     | 第3試合 後攻 |            |
| ファースト ステージ敗退 | ラブレターズ ASH&Dコーポレーション                            | いじめられっ子の逆襲! 王者になって奴らを見返せ!       | 3年ぶり 2回目     | 第4試合 先攻 |            |
| ファースト ステージ敗退 | アキナ よしもとクリエイティブ・エージェンシー                 | 解散からの再出発! 絆でつかめ笑いの頂点                | 初進出 ノーシード | 第5試合 後攻 |            |

| 試合    | 先攻                   | 先攻 | 後攻           | 後攻 |
| 試合    | グループ名             | 票数 | グループ名     | 票数 |
| ------- | ---------------------- | ---- | -------------- | ---- |
| 第1試合 | シソンヌ               | 54   | 巨匠           | 47   |
| 第2試合 | ラバーガール           | 83   | リンゴスター   | 18   |
| 第3試合 | バンビーノ             | 58   | さらば青春の光 | 43   |
| 第4試合 | ラブレターズ           | 7    | 犬の心         | 94   |
| 第5試合 | チョコレートプラネット | 80   | アキナ         | 21   |

| 試合    | 暫定王者               | 暫定王者 | 挑戦者       | 挑戦者 |
| 試合    | グループ名             | 票数     | グループ名   | 票数   |
| ------- | ---------------------- | -------- | ------------ | ------ |
| 第1試合 | チョコレートプラネット | 83       | バンビーノ   | 18     |
| 第2試合 | チョコレートプラネット | 85       | 犬の心       | 16     |
| 第3試合 | チョコレートプラネット | 61       | ラバーガール | 40     |
| 第4試合 | チョコレートプラネット | 27       | シソンヌ     | 74     |

- シソンヌが東京03に続き、史上2組目となるトップバッターからの優勝を果たした（ただしルールは異なる）。
- 今大会で決勝初進出を果たした巨匠は2016年、リンゴスターは2017年、犬の心は2020年に解散している。また太田プロ所属のトップリードが2018年に解散を発表するまでは、『KOC』のファイナリストを経験した後に解散しているグループ（2010年大会王者のキングオブコメディ含め）は全て人力舎所属の芸人となっていた。
- リンゴスターの小川祐史と平田俊之は平成生まれで本大会初の決勝進出者となった。また小川は初の1990年代生まれでの決勝進出者となった。
- 一騎打ち方式のため、正確には優勝者以外の順位を付けられないが、第1試合から第3試合まで優勝のシソンヌ以外の全組に勝利し、最終第4試合で敗退したチョコレートプラネットが事実上の準優勝で、残りの3組も得票数で順位付けすることができる。一般的にもチョコレートプラネットは準優勝として扱われており、決勝再出場を果たした2018年の番組内や、2人が所属する吉本興業のホームページ内でもそのように記載されている[15]。

### 第8回（2015年）
| 成績 | グループ名 所属事務所                                             | キャッチコピー                 | 決勝進出歴        | ファースト | ファースト | ファイナル | ファイナル | 合計  |
| 成績 | グループ名 所属事務所                                             | キャッチコピー                 | 決勝進出歴        | 出番       | 得点       | 出番       | 得点       | 合計  |
| ---- | ----------------------------------------------------------------- | ------------------------------ | ----------------- | ---------- | ---------- | ---------- | ---------- | ----- |
| 優勝 | コロコロチキチキペッパーズ よしもとクリエイティブ・エージェンシー | 魅惑ボイスの大穴コンビ         | 初進出 ノーシード | 4番        | 468点      | 4番        | 465点      | 933点 |
| 2位  | バンビーノ よしもとクリエイティブ・エージェンシー                 | ダンソン返上 キング上等        | 2年連続 2回目     | 6番        | 455点      | 3番        | 471点      | 926点 |
| 3位  | ロッチ ワタナベエンターテインメント                               | 熟成したコント職人             | 5年ぶり 3回目     | 8番        | 478点      | 5番        | 429点      | 907点 |
| 4位  | ジャングルポケット よしもとクリエイティブ・エージェンシー         | クドさ全開!演劇トライアングル  | 初進出            | 2番        | 445点      | 1番        | 451点      | 896点 |
| 5位  | 藤崎マーケット よしもとクリエイティブ・エージェンシー             | 一発屋から王者へ               | 初進出            | 1番        | 451点      | 2番        | 442点      | 893点 |
| 6位  | アキナ よしもとクリエイティブ・エージェンシー                     | 浪速の超新星                   | 2年連続 2回目     | 9番        | 437点      |            |            |       |
| 7位  | ザ・ギース ASH&Dコーポレーション                                  | 7年越し 悲願のセカンドチャンス | 7年ぶり 2回目     | 7番        | 428点      |            |            |       |
| 7位  | 巨匠 プロダクション人力舎                                         | 借金王からコント王へ           | 2年連続 2回目     | 10番       | 428点      |            |            |       |
| 9位  | うしろシティ 松竹芸能                                             | 復活のコントプリンス           | 2年ぶり 3回目     | 5番        | 424点      |            |            |       |
| 10位 | さらば青春の光 ザ・森東                                           | 史上初4年連続出場              | 4年連続 4回目     | 3番        | 419点      |            |            |       |

| 出番順 | グループ名                 | 得点計 | 設楽 | 日村 | 三村 | 大竹 | 松本 |
| ------ | -------------------------- | ------ | ---- | ---- | ---- | ---- | ---- |
| 1      | 藤崎マーケット             | 451    | 87   | 92   | 93   | 94   | 85   |
| 2      | ジャングルポケット         | 445    | 86   | 89   | 91   | 90   | 89   |
| 3      | さらば青春の光             | 419    | 89   | 83   | 80   | 87   | 80   |
| 4      | コロコロチキチキペッパーズ | 468    | 92   | 93   | 92   | 96   | 95   |
| 5      | うしろシティ               | 424    | 86   | 85   | 82   | 89   | 82   |
| 6      | バンビーノ                 | 455    | 90   | 89   | 93   | 93   | 90   |
| 7      | ザ・ギース                 | 428    | 88   | 87   | 80   | 88   | 85   |
| 8      | ロッチ                     | 478    | 90   | 96   | 98   | 98   | 96   |
| 9      | アキナ                     | 437    | 89   | 88   | 83   | 90   | 87   |
| 10     | 巨匠                       | 428    | 87   | 89   | 81   | 91   | 80   |

最高評点 98点 三村マサカズ、大竹一樹（ロッチ）
最低評点 80点 三村マサカズ（さらば青春の光、ザ・ギース）、松本人志（さらば青春の光、巨匠）
平均点 443.3点
| 出番順 | グループ名                 | 総得点 | 得点計 | 設楽 | 日村 | 三村 | 大竹 | 松本 |
| ------ | -------------------------- | ------ | ------ | ---- | ---- | ---- | ---- | ---- |
| 1      | ジャングルポケット         | 896    | 451    | 89   | 91   | 92   | 89   | 90   |
| 2      | 藤崎マーケット             | 893    | 442    | 87   | 90   | 90   | 88   | 87   |
| 3      | バンビーノ                 | 926    | 471    | 93   | 94   | 96   | 93   | 95   |
| 4      | コロコロチキチキペッパーズ | 933    | 465    | 95   | 94   | 93   | 94   | 89   |
| 5      | ロッチ                     | 907    | 429    | 83   | 85   | 86   | 89   | 86   |

最高評点 96点 三村マサカズ（バンビーノ）
最低評点 83点 設楽統（ロッチ）
平均点 451.6点
| 順位 | グループ名                 | ステージ   | 得点 |
| ---- | -------------------------- | ---------- | ---- |
| 1位  | ロッチ                     | ファースト | 478  |
| 2位  | バンビーノ                 | ファイナル | 471  |
| 3位  | コロコロチキチキペッパーズ | ファースト | 468  |
| 4位  | コロコロチキチキペッパーズ | ファイナル | 465  |
| 5位  | バンビーノ                 | ファースト | 455  |
| 6位  | 藤崎マーケット             | ファースト | 451  |
| 6位  | ジャングルポケット         | ファイナル | 451  |
| 8位  | ジャングルポケット         | ファースト | 445  |
| 9位  | 藤崎マーケット             | ファイナル | 442  |
| 10位 | アキナ                     | ファースト | 437  |
| 11位 | ロッチ                     | ファイナル | 429  |
| 12位 | ザ・ギース                 | ファースト | 428  |
| 12位 | 巨匠                       | ファースト | 428  |
| 14位 | うしろシティ               | ファースト | 424  |
| 15位 | さらば青春の光             | ファースト | 419  |

- この回から第13回（2020年）まで、バナナマン・さまぁ〜ず・松本人志の5名が審査員を務めた。
- 決勝経験者が7組と過去最多。決勝進出芸人の所属事務所数も第6回（2013年）と同じく6社で最多。
- さらば青春の光が、大会史上初の4年連続決勝進出を果たした。
- 第2回（2009年）以来、6年ぶりにファーストステージ2位のコンビが優勝した。
- コロコロチキチキペッパーズは、ファーストステージ・ファイナルステージ共に得点が1位ではない唯一の優勝者である（ファーストステージ1位：ロッチ、ファイナルステージ1位：バンビーノ）。
- 結成3年目での優勝は、コンビ結成から優勝までの最短記録である。西野は平成生まれおよび1990年代生まれで初の優勝者となった。
- 総当たり制で初めてファーストステージを1位通過した組（ロッチ）が総合3位に沈んだ。

### 第9回（2016年）
| 成績 | グループ名 所属事務所                                     | キャッチコピー                         | 決勝進出歴        | ファースト | ファースト | ファイナル | ファイナル | 合計  |
| 成績 | グループ名 所属事務所                                     | キャッチコピー                         | 決勝進出歴        | 出番       | 得点       | 出番       | 得点       | 合計  |
| ---- | --------------------------------------------------------- | -------------------------------------- | ----------------- | ---------- | ---------- | ---------- | ---------- | ----- |
| 優勝 | ライス よしもとクリエイティブ・エージェンシー             | 芥川賞作家がひとめぼれ!                | 初進出 ノーシード | 10番       | 466点      | 4番        | 470点      | 936点 |
| 2位  | ジャングルポケット よしもとクリエイティブ・エージェンシー | 王座を狙う!演技派コント三銃士!         | 2年連続 2回目     | 6番        | 466点      | 5番        | 464点      | 930点 |
| 3位  | かまいたち よしもとクリエイティブ・エージェンシー         | 浪速のエースが旋風を巻き起こす!        | 初進出 ノーシード | 4番        | 458点      | 3番        | 456点      | 914点 |
| 4位  | タイムマシーン3号 太田プロダクション                      | 太っちょエンターテイナー               | 初進出 ノーシード | 8番        | 445点      | 2番        | 448点      | 893点 |
| 5位  | かもめんたる サンミュージックプロダクション               | 前人未到!2度目のキングへ!              | 3年ぶり 3回目     | 3番        | 444点      | 1番        | 439点      | 883点 |
| 6位  | しずる よしもとクリエイティブ・エージェンシー             | 4度目の正直!見てろ!親父はキングになる! | 4年ぶり 4回目     | 1番        | 443点      |            |            |       |
| 7位  | ジグザグジギー マセキ芸能社                               | 蛇行の先に栄光をつかみとれ!            | 3年ぶり 2回目     | 9番        | 433点      |            |            |       |
| 8位  | だーりんず SMA NEET Project                               | 駐輪場のおじさんがスターへ!            | 初進出            | 7番        | 431点      |            |            |       |
| 9位  | ななまがり よしもとクリエイティブ・エージェンシー         | 正体不明のダークホース                 | 初進出            | 5番        | 430点      |            |            |       |
| 10位 | ラブレターズ ASH&Dコーポレーション                        | コントの神様へ 届け!この想い!          | 2年ぶり 3回目     | 2番        | 424点      |            |            |       |

| 出番順 | グループ名         | 得点計 | 設楽 | 日村 | 三村 | 大竹 | 松本 |
| ------ | ------------------ | ------ | ---- | ---- | ---- | ---- | ---- |
| 1      | しずる             | 443    | 90   | 92   | 88   | 88   | 85   |
| 2      | ラブレターズ       | 424    | 92   | 84   | 82   | 84   | 82   |
| 3      | かもめんたる       | 444    | 89   | 90   | 88   | 89   | 88   |
| 4      | かまいたち         | 458    | 90   | 93   | 92   | 93   | 90   |
| 5      | ななまがり         | 430    | 88   | 89   | 85   | 88   | 80   |
| 6      | ジャングルポケット | 466    | 94   | 93   | 94   | 91   | 94   |
| 7      | だーりんず         | 431    | 85   | 84   | 86   | 87   | 89   |
| 8      | タイムマシーン3号  | 445    | 90   | 89   | 87   | 89   | 90   |
| 9      | ジグザグジギー     | 433    | 88   | 84   | 89   | 88   | 84   |
| 10     | ライス             | 466    | 92   | 95   | 93   | 91   | 95   |

最高評点 95点 日村勇紀、松本人志（ライス）
最低評点 80点 松本人志（ななまがり）
平均点 444.0点
| 出番順 | グループ名         | 総得点 | 得点計 | 設楽 | 日村 | 三村 | 大竹 | 松本 |
| ------ | ------------------ | ------ | ------ | ---- | ---- | ---- | ---- | ---- |
| 1      | かもめんたる       | 883    | 439    | 87   | 88   | 88   | 89   | 87   |
| 2      | タイムマシーン3号  | 893    | 448    | 88   | 88   | 87   | 92   | 93   |
| 3      | かまいたち         | 914    | 456    | 90   | 92   | 91   | 93   | 90   |
| 4      | ライス             | 936    | 470    | 94   | 95   | 92   | 94   | 95   |
| 5      | ジャングルポケット | 930    | 464    | 88   | 94   | 91   | 95   | 96   |

最高評点 96点 松本人志（ジャングルポケット）
最低評点 87点 設楽統（かもめんたる）、三村マサカズ（タイムマシーン3号）、松本人志（かもめんたる）
平均点 455.4点
| 順位 | グループ名         | ステージ   | 得点 |
| ---- | ------------------ | ---------- | ---- |
| 1位  | ライス             | ファイナル | 470  |
| 2位  | ジャングルポケット | ファースト | 466  |
| 2位  | ライス             | ファースト | 466  |
| 4位  | ジャングルポケット | ファイナル | 464  |
| 5位  | かまいたち         | ファースト | 458  |
| 6位  | かまいたち         | ファイナル | 456  |
| 7位  | タイムマシーン3号  | ファイナル | 448  |
| 8位  | タイムマシーン3号  | ファースト | 445  |
| 9位  | かもめんたる       | ファースト | 444  |
| 10位 | しずる             | ファースト | 443  |
| 11位 | かもめんたる       | ファイナル | 439  |
| 12位 | ジグザグジギー     | ファースト | 433  |
| 13位 | だーりんず         | ファースト | 431  |
| 14位 | ななまがり         | ファースト | 430  |
| 15位 | ラブレターズ       | ファースト | 424  |

- 決勝進出芸人の所属事務所数は第6回（2013年）、第8回（2015年）と同じく6社で最多。
- 優勝経験者が決勝に再進出したのは、現時点でこの回のかもめんたるのみ。前回優勝のコロコロチキチキペッパーズも出場していたが、こちらは準決勝で敗退した。
- 3年連続で決勝初進出組が優勝した。また、2年連続でファイナルステージのネタ順がトリではない芸人が優勝した。
- 4番手のかまいたちの採点時に機材トラブルが発生し、得点を発表しないまま一旦CMに入る事態となった。その後、三村は評点を終えた段階で自身の評点を書いた紙をスタッフに渡す措置を終始取っていた。
- ファーストステージにおいてジャングルポケットとライスが466点で同点となった。2本目のネタ披露順に影響する順位で同点が発生したのは史上初。ファイナルステージではライスが4番目、ジャングルポケットが5番目（トリ）に登場したがどのように出番順が決定されたのかは明かされなかった[注 23]。

### 第10回（2017年）
| 成績 | グループ名 所属事務所                                     | キャッチコピー                  | 決勝進出歴        | ファースト | ファースト | ファイナル | ファイナル | 合計  |
| 成績 | グループ名 所属事務所                                     | キャッチコピー                  | 決勝進出歴        | 出番       | 得点       | 出番       | 得点       | 合計  |
| ---- | --------------------------------------------------------- | ------------------------------- | ----------------- | ---------- | ---------- | ---------- | ---------- | ----- |
| 優勝 | かまいたち よしもとクリエイティブ・エージェンシー         | 浪速のエース 狙うは王者のみ     | 2年連続 2回目     | 3番        | 464点      | 4番        | 478点      | 942点 |
| 2位  | にゃんこスター フリー                                     | 史上初!最速!最年少!             | 初進出 ノーシード | 7番        | 466点      | 5番        | 462点      | 928点 |
| 3位  | さらば青春の光 ザ・森東                                   | 最多5度目の決勝!悲願のキングへ  | 2年ぶり 5回目     | 6番        | 455点      | 3番        | 467点      | 922点 |
| 4位  | ジャングルポケット よしもとクリエイティブ・エージェンシー | 目指せ!悲願のウイニングラン!    | 3年連続 3回目     | 2番        | 452点      | 2番        | 458点      | 910点 |
| 5位  | アンガールズ ワタナベエンターテインメント                 | 18年目の原点回帰                | 初進出            | 4番        | 452点      | 1番        | 452点      | 904点 |
| 6位  | わらふぢなるお グレープカンパニー/サンミュージック        | 1/2477の化学反応                | 初進出            | 1番        | 434点      |            |            |       |
| 7位  | アキナ よしもとクリエイティブ・エージェンシー             | 三度目の正直!進化を遂げた本格派 | 2年ぶり 3回目     | 8番        | 432点      |            |            |       |
| 8位  | ゾフィー フリー                                           | 前人未到!無所属からキングへ     | 初進出            | 10番       | 422点      |            |            |       |
| 9位  | パーパー マセキ芸能社                                     | 不思議系ニュータイプ            | 初進出            | 5番        | 421点      |            |            |       |
| 10位 | GAG少年楽団 よしもとクリエイティブ・エージェンシー        | 10年目につかんだ涙のファイナル  | 初進出            | 9番        | 419点      |            |            |       |

| 出番順 | グループ名         | 得点計 | 設楽 | 日村 | 三村 | 大竹 | 松本 |
| ------ | ------------------ | ------ | ---- | ---- | ---- | ---- | ---- |
| 1      | わらふぢなるお     | 434    | 87   | 89   | 88   | 87   | 83   |
| 2      | ジャングルポケット | 452    | 93   | 92   | 93   | 89   | 85   |
| 3      | かまいたち         | 464    | 90   | 93   | 95   | 93   | 93   |
| 4      | アンガールズ       | 452    | 89   | 90   | 92   | 92   | 89   |
| 5      | パーパー           | 421    | 85   | 86   | 85   | 85   | 80   |
| 6      | さらば青春の光     | 455    | 90   | 93   | 87   | 90   | 95   |
| 7      | にゃんこスター     | 466    | 90   | 89   | 97   | 93   | 97   |
| 8      | アキナ             | 432    | 90   | 82   | 83   | 87   | 90   |
| 9      | GAG少年楽団        | 419    | 86   | 85   | 82   | 84   | 82   |
| 10     | ゾフィー           | 422    | 85   | 85   | 82   | 86   | 84   |

最高評点 97点 三村マサカズ、松本人志（にゃんこスター）
最低評点 80点 松本人志（パーパー）
平均点 441.7点
| 出番順 | グループ名         | 総得点 | 得点計 | 設楽 | 日村 | 三村 | 大竹 | 松本 |
| ------ | ------------------ | ------ | ------ | ---- | ---- | ---- | ---- | ---- |
| 1      | アンガールズ       | 904    | 452    | 93   | 93   | 87   | 89   | 90   |
| 2      | ジャングルポケット | 910    | 458    | 90   | 92   | 90   | 93   | 93   |
| 3      | さらば青春の光     | 922    | 467    | 95   | 97   | 92   | 91   | 92   |
| 4      | かまいたち         | 942    | 478    | 94   | 96   | 95   | 97   | 96   |
| 5      | にゃんこスター     | 928    | 462    | 90   | 92   | 92   | 94   | 94   |

最高評点 97点 日村勇紀（さらば青春の光）、大竹一樹（かまいたち）
最低評点 87点 三村マサカズ（アンガールズ）
平均点 463.4点
| 順位 | グループ名         | ステージ   | 得点 |
| ---- | ------------------ | ---------- | ---- |
| 1位  | かまいたち         | ファイナル | 478  |
| 2位  | さらば青春の光     | ファイナル | 467  |
| 3位  | にゃんこスター     | ファースト | 466  |
| 4位  | かまいたち         | ファースト | 464  |
| 5位  | にゃんこスター     | ファイナル | 462  |
| 6位  | ジャングルポケット | ファイナル | 458  |
| 7位  | さらば青春の光     | ファースト | 455  |
| 8位  | ジャングルポケット | ファースト | 452  |
| 8位  | アンガールズ       | ファースト | 452  |
| 8位  | アンガールズ       | ファイナル | 452  |
| 11位 | わらふぢなるお     | ファースト | 434  |
| 12位 | アキナ             | ファースト | 432  |
| 13位 | ゾフィー           | ファースト | 422  |
| 14位 | パーパー           | ファースト | 421  |
| 15位 | GAG少年楽団        | ファースト | 419  |

- 史上初めて女性芸人（パーパー・あいなぷぅ、にゃんこスター・アンゴラ村長）、および男女コンビ（パーパー、にゃんこスター）が決勝に進出した。
- にゃんこスターはコンビ結成5か月での決勝進出となり、第1回（2008年）に決勝に進出した2700が持っていたコンビ結成から決勝進出までの期間8か月という最短記録を更新した。
- 3年連続でファーストステージ2位通過の芸人が優勝した。
- 昨年に引き続き、ファーストステージにおいてジャングルポケットとアンガールズが452点で同点となった。番組内では特に優劣をつけられないまま進行したが、もし仮に同率5位となってしまった場合には審査員5名による決選投票でファイナルステージ進出者を決定する旨が、吉田アナウンサーより語られていた。

### 第11回（2018年）
| 成績 | グループ名 所属事務所                                         | 決勝進出歴    | ファースト | ファースト | ファイナル | ファイナル | 合計  |
| 成績 | グループ名 所属事務所                                         | 決勝進出歴    | 出番       | 得点       | 出番       | 得点       | 合計  |
| ---- | ------------------------------------------------------------- | ------------- | ---------- | ---------- | ---------- | ---------- | ----- |
| 優勝 | ハナコ ワタナベエンターテインメント                           | 初進出        | 3番        | 464点      | 1番        | 472点      | 936点 |
| 2位  | わらふぢなるお グレープカンパニー                             | 2年連続 2回目 | 8番        | 468点      | 2番        | 454点      | 922点 |
| 3位  | チョコレートプラネット よしもとクリエイティブ・エージェンシー | 4年ぶり 3回目 | 6番        | 478点      | 3番        | 440点      | 918点 |
| 4位  | さらば青春の光 ザ・森東                                       | 2年連続 6回目 | 4番        | 463点      |            |            |       |
| 5位  | ロビンフット SMA NEET Project                                 | 初進出        | 9番        | 462点      |            |            |       |
| 6位  | ザ・ギース ASH&Dコーポレーション                              | 3年ぶり 3回目 | 10番       | 458点      |            |            |       |
| 7位  | マヂカルラブリー よしもとクリエイティブ・エージェンシー       | 初進出        | 2番        | 443点      |            |            |       |
| 8位  | だーりんず SMA NEET Project                                   | 2年ぶり 2回目 | 5番        | 437点      |            |            |       |
| 8位  | GAG よしもとクリエイティブ・エージェンシー                    | 2年連続 2回目 | 7番        | 437点      |            |            |       |
| 10位 | やさしいズ よしもとクリエイティブ・エージェンシー             | 初進出        | 1番        | 419点      |            |            |       |

| 出番順 | グループ名             | 得点計 | 設楽 | 日村 | 三村 | 大竹 | 松本 |
| ------ | ---------------------- | ------ | ---- | ---- | ---- | ---- | ---- |
| 1      | やさしいズ             | 419    | 85   | 87   | 81   | 84   | 82   |
| 2      | マヂカルラブリー       | 443    | 90   | 90   | 85   | 90   | 88   |
| 3      | ハナコ                 | 464    | 93   | 94   | 90   | 94   | 93   |
| 4      | さらば青春の光         | 463    | 92   | 91   | 92   | 94   | 94   |
| 5      | だーりんず             | 437    | 88   | 85   | 92   | 92   | 80   |
| 6      | チョコレートプラネット | 478    | 93   | 93   | 97   | 98   | 97   |
| 7      | GAG                    | 437    | 87   | 84   | 84   | 92   | 90   |
| 8      | わらふぢなるお         | 468    | 90   | 92   | 95   | 96   | 95   |
| 9      | ロビンフット           | 462    | 92   | 93   | 89   | 92   | 96   |
| 10     | ザ・ギース             | 458    | 92   | 90   | 91   | 93   | 92   |

最高評点 98点 大竹一樹（チョコレートプラネット）
最低評点 80点 松本人志（だーりんず）
平均点 452.9点
| 出番順 | グループ名             | 総得点 | 得点計 | 設楽 | 日村 | 三村 | 大竹 | 松本 |
| ------ | ---------------------- | ------ | ------ | ---- | ---- | ---- | ---- | ---- |
| 1      | ハナコ                 | 936    | 472    | 97   | 94   | 90   | 96   | 95   |
| 2      | わらふぢなるお         | 922    | 454    | 93   | 89   | 89   | 93   | 90   |
| 3      | チョコレートプラネット | 918    | 440    | 90   | 90   | 88   | 88   | 84   |

最高評点 97点 設楽統（ハナコ）
最低評点 84点 松本人志（チョコレートプラネット）
平均点 455.3点
| 順位 | グループ名             | ステージ   | 得点 |
| ---- | ---------------------- | ---------- | ---- |
| 1位  | チョコレートプラネット | ファースト | 478  |
| 2位  | ハナコ                 | ファイナル | 472  |
| 3位  | わらふぢなるお         | ファースト | 468  |
| 4位  | ハナコ                 | ファースト | 464  |
| 5位  | さらば青春の光         | ファースト | 463  |
| 6位  | ロビンフット           | ファースト | 462  |
| 7位  | ザ・ギース             | ファースト | 458  |
| 8位  | わらふぢなるお         | ファイナル | 454  |
| 9位  | マヂカルラブリー       | ファースト | 443  |
| 10位 | チョコレートプラネット | ファイナル | 440  |
| 11位 | だーりんず             | ファースト | 437  |
| 11位 | GAG                    | ファースト | 437  |
| 13位 | やさしいズ             | ファースト | 419  |

- 決勝が5年ぶり6度目となる9月開催となった。
- 大会史上初となる、決勝進出者が当日に発表されるファイナリストシークレット制度（決勝および準決勝進出した芸人のみ事前に伝える）が導入された。
- ファイナルステージ進出者が5組から3組に縮小された。
- ネタの制限時間が4分から5分に変更された。
- 第1回（2008年）から実施されていた、芸人のキャッチコピーが廃止された。
- 決勝進出芸人の所属事務所数は第6回（2013年）、第8回（2015年）、第9回（2016年）と同じく6社で最多。
- ハナコが『M-1』、『R-1』、『THE MANZAI』と合わせて、ワタナベエンターテインメント所属で初めての優勝者となった。
- 4年連続でファイナルステージのネタ順がトリではない芸人が優勝した。また、第8回以降の制度で初めてトップバッターが最下位に沈んだ。
- 初めてファーストステージ3位通過から優勝者が出た。
- 第4回（2011年）のロバート以来、7年ぶりにトリオ（3人組）が優勝した。
- 第8回以降の制度で、全審査員から単独1位評価を受けた芸人が初めて出た（ハナコのファイナルステージの得点）。
- 昨年・一昨年に引き続き、だーりんずとGAGがファーストステージにおいて同点になった。ただし両者とも得点が出た時点で敗退は決定していたため、番組内で優劣のつけ方については語られなかった。
- チョコレートプラネットはファーストステージで2位以下に大差を付けて1位通過するも、合計得点でより大きな差を付けられての逆転負けを喫した。この現象は第8回（2015年）のロッチを彷彿とさせることから「ロッチ現象」と呼ばれている[16]。

### 第12回（2019年）
| 成績 | グループ名 所属事務所             | 決勝進出歴        | ファースト | ファースト    | ファイナル | ファイナル | 合計  |
| 成績 | グループ名 所属事務所             | 決勝進出歴        | 出番       | 得点          | 出番       | 得点       | 合計  |
| ---- | --------------------------------- | ----------------- | ---------- | ------------- | ---------- | ---------- | ----- |
| 優勝 | どぶろっく 浅井企画               | 初進出 ノーシード | 6番        | 480点         | 3番        | 455点      | 935点 |
| 2位  | うるとらブギーズ 吉本興業         | 初進出            | 1番        | 462点         | 2番        | 463点      | 925点 |
| 3位  | ジャルジャル 吉本興業             | 9年ぶり 3回目     | 5番        | 457点 （3票） | 1番        | 448点      | 905点 |
| 4位  | GAG 吉本興業                      | 3年連続 3回目     | 8番        | 457点 （2票） |            |            |       |
| 5位  | ゾフィー グレープカンパニー       | 2年ぶり 2回目     | 9番        | 452点         |            |            |       |
| 6位  | ネルソンズ 吉本興業               | 初進出            | 2番        | 446点         |            |            |       |
| 6位  | ビスケットブラザーズ 吉本興業     | 初進出            | 4番        | 446点         |            |            |       |
| 6位  | かが屋 マセキ芸能社               | 初進出            | 7番        | 446点         |            |            |       |
| 9位  | 空気階段 吉本興業                 | 初進出            | 3番        | 438点         |            |            |       |
| 9位  | わらふぢなるお グレープカンパニー | 3年連続 3回目     | 10番       | 438点         |            |            |       |

| 出番順 | グループ名           | 得点計 | 設楽 | 日村 | 三村 | 大竹 | 松本 |
| ------ | -------------------- | ------ | ---- | ---- | ---- | ---- | ---- |
| 1      | うるとらブギーズ     | 462    | 90   | 95   | 95   | 92   | 90   |
| 2      | ネルソンズ           | 446    | 90   | 90   | 90   | 90   | 86   |
| 3      | 空気階段             | 438    | 87   | 88   | 88   | 90   | 85   |
| 4      | ビスケットブラザーズ | 446    | 89   | 90   | 90   | 88   | 89   |
| 5      | ジャルジャル         | 457    | 92   | 93   | 89   | 90   | 93   |
| 6      | どぶろっく           | 480    | 93   | 96   | 98   | 97   | 96   |
| 7      | かが屋               | 446    | 94   | 89   | 87   | 88   | 88   |
| 8      | GAG                  | 457    | 92   | 88   | 92   | 93   | 92   |
| 9      | ゾフィー             | 452    | 90   | 90   | 89   | 91   | 92   |
| 10     | わらふぢなるお       | 438    | 87   | 87   | 88   | 87   | 89   |

最高評点 98点 三村マサカズ（どぶろっく）
最低評点 85点 松本人志（空気階段）
平均点 452.2点
| グループ名   | 得票数 | 設楽 | 日村 | 三村 | 大竹 | 松本 |
| ------------ | ------ | ---- | ---- | ---- | ---- | ---- |
| ジャルジャル | 3      | ★    | ★    |      |      | ★    |
| GAG          | 2      |      |      | ★    | ★    |      |

| 出番順 | グループ名       | 総得点 | 得点計 | 設楽 | 日村 | 三村 | 大竹 | 松本 |
| ------ | ---------------- | ------ | ------ | ---- | ---- | ---- | ---- | ---- |
| 1      | ジャルジャル     | 905    | 448    | 90   | 90   | 88   | 90   | 90   |
| 2      | うるとらブギーズ | 925    | 463    | 93   | 92   | 93   | 93   | 92   |
| 3      | どぶろっく       | 935    | 455    | 94   | 90   | 89   | 91   | 91   |

最高評点 94点 設楽統（どぶろっく）
最低評点 88点 三村マサカズ（ジャルジャル）
平均点 455.3点
| 順位 | グループ名           | ステージ   | 得点 |
| ---- | -------------------- | ---------- | ---- |
| 1位  | どぶろっく           | ファースト | 480  |
| 2位  | うるとらブギーズ     | ファイナル | 463  |
| 3位  | うるとらブギーズ     | ファースト | 462  |
| 4位  | ジャルジャル         | ファースト | 457  |
| 4位  | GAG                  | ファースト | 457  |
| 6位  | どぶろっく           | ファイナル | 455  |
| 7位  | ゾフィー             | ファースト | 452  |
| 8位  | ジャルジャル         | ファイナル | 448  |
| 9位  | ネルソンズ           | ファースト | 446  |
| 9位  | ビスケットブラザーズ | ファースト | 446  |
| 9位  | かが屋               | ファースト | 446  |
| 12位 | 空気階段             | ファースト | 438  |
| 12位 | わらふぢなるお       | ファースト | 438  |

- どぶろっくが『M-1』、『R-1』、『THE MANZAI』と合わせて、浅井企画所属で初めての優勝者となった。
  - 第8回以降の制度で初めて480点以上が出た。どぶろっくがファーストステージで記録した480点は、バナナマンとさまぁ〜ずが審査員を務めた第8 - 13回における最高得点である。
  - 第8回以降の制度でファイナルステージのネタ順がトリで優勝した初めてのコンビとなった（大会全体としては、第7回のシソンヌ以来）。
  - どぶろっくが、史上初となる40代の優勝者となった。
- うるとらブギーズが第8回の藤崎マーケット以来、4年ぶりにトップバッターでのファイナルステージ進出を果たした。
- ジャルジャルが大会史上最長ブランクとなる9年ぶりの決勝進出を果たした。
- 10組中7組が他のグループと同点になった（ジャルジャルとGAGの457点、ネルソンズ、ビスケットブラザーズ、かが屋の446点、空気階段とわらふぢなるおの438点）。
  - このうち後者5組はネタ順10番手のコンビが終了した時点で敗退は決定していたため、番組内で優劣がつけられることもなくそのまま進行した。
  - 一方、ジャルジャルとGAGはネタ順10番手のコンビが終了した時点でファイナルステージ進出を決める上位3組の枠に入ったままだったため、審査員5名による決選投票が行われた。結果、ジャルジャルが3票（設楽・日村・松本）、GAGが2票（三村・大竹）となり、ジャルジャルがファイナルステージ進出となった[注 29][注 30]。

### 第13回（2020年）
| 成績 | グループ名 所属事務所            | キャッチコピー             | 決勝進出歴    | ファースト | ファースト | ファイナル | ファイナル | 合計  |
| 成績 | グループ名 所属事務所            | キャッチコピー             | 決勝進出歴    | 出番       | 得点       | 出番       | 得点       | 合計  |
| ---- | -------------------------------- | -------------------------- | ------------- | ---------- | ---------- | ---------- | ---------- | ----- |
| 優勝 | ジャルジャル 吉本興業            | 人間味の欠如と充満         | 2年連続 4回目 | 5番        | 477点      | 3番        | 464点      | 941点 |
| 2位  | ニューヨーク 吉本興業            | 隠れ悪意のファンタジスタ   | 初進出        | 9番        | 461点      | 2番        | 463点      | 924点 |
| 3位  | 空気階段 吉本興業                | 不可思議世界からの誘い     | 2年連続 2回目 | 4番        | 458点      | 1番        | 463点      | 921点 |
| 4位  | ザ・ギース ASH&Dコーポレーション | コント博士の異常な愛情     | 2年ぶり 4回目 | 6番        | 457点      |            |            |       |
| 5位  | ニッポンの社長 吉本興業          | 奇怪なるファンシーワールド | 初進出        | 8番        | 454点      |            |            |       |
| 5位  | ジャングルポケット 吉本興業      | 体育会系 宇宙系 劇団系     | 3年ぶり 4回目 | 10番       | 454点      |            |            |       |
| 7位  | ロングコートダディ 吉本興業      | 脱力系技巧派マイスター     | 初進出        | 3番        | 446点      |            |            |       |
| 8位  | 滝音 吉本興業                    | パワーワードの錬金術師     | 初進出        | 1番        | 445点      |            |            |       |
| 8位  | GAG 吉本興業                     | 三者三様の聖三角形         | 4年連続 4回目 | 2番        | 445点      |            |            |       |
| 10位 | うるとらブギーズ 吉本興業        | キレとコクの芳醇空間       | 2年連続 2回目 | 7番        | 440点      |            |            |       |

| 出番順 | グループ名         | 得点計 | 設楽 | 日村 | 三村 | 大竹 | 松本 |
| ------ | ------------------ | ------ | ---- | ---- | ---- | ---- | ---- |
| 1      | 滝音               | 445    | 90   | 90   | 90   | 89   | 86   |
| 2      | GAG                | 445    | 88   | 90   | 91   | 91   | 85   |
| 3      | ロングコートダディ | 446    | 90   | 88   | 90   | 90   | 88   |
| 4      | 空気階段           | 458    | 94   | 93   | 89   | 92   | 90   |
| 5      | ジャルジャル       | 477    | 95   | 97   | 96   | 94   | 95   |
| 6      | ザ・ギース         | 457    | 92   | 91   | 91   | 91   | 92   |
| 7      | うるとらブギーズ   | 440    | 90   | 87   | 87   | 89   | 87   |
| 8      | ニッポンの社長     | 454    | 92   | 91   | 86   | 92   | 93   |
| 9      | ニューヨーク       | 461    | 92   | 90   | 92   | 93   | 94   |
| 10     | ジャングルポケット | 454    | 92   | 91   | 88   | 92   | 91   |

最高評点 97点 日村勇紀（ジャルジャル）
最低評点 85点 松本人志（GAG）
平均点 453.7点
| 出番順 | グループ名   | 総得点 | 得点計 | 設楽 | 日村 | 三村 | 大竹 | 松本 |
| ------ | ------------ | ------ | ------ | ---- | ---- | ---- | ---- | ---- |
| 1      | 空気階段     | 921    | 463    | 92   | 93   | 90   | 95   | 93   |
| 2      | ニューヨーク | 924    | 463    | 95   | 95   | 90   | 91   | 92   |
| 3      | ジャルジャル | 941    | 464    | 93   | 94   | 90   | 92   | 95   |

最高評点 95点 バナナマン（ニューヨーク）、大竹一樹（空気階段）、松本人志（ジャルジャル）
最低評点 90点 三村マサカズ（全組）
平均点 463.3点
| 順位 | グループ名         | ステージ   | 得点 |
| ---- | ------------------ | ---------- | ---- |
| 1位  | ジャルジャル       | ファースト | 477  |
| 2位  | ジャルジャル       | ファイナル | 464  |
| 3位  | 空気階段           | ファイナル | 463  |
| 3位  | ニューヨーク       | ファイナル | 463  |
| 5位  | ニューヨーク       | ファースト | 461  |
| 6位  | 空気階段           | ファースト | 458  |
| 7位  | ザ・ギース         | ファースト | 457  |
| 8位  | ニッポンの社長     | ファースト | 454  |
| 8位  | ジャングルポケット | ファースト | 454  |
| 10位 | ロングコートダディ | ファースト | 446  |
| 11位 | 滝音               | ファースト | 445  |
| 11位 | GAG                | ファースト | 445  |
| 13位 | うるとらブギーズ   | ファースト | 440  |

- 昨年までのシークレット制度が廃止となり、3年ぶりにファイナリストが事前開示された。それに伴い3年ぶりにキャッチコピーが復活。
  - その一方で、ネタ順は決勝当日で順番が回ってくるまで公開されないままとなっている。
- 吉本興業所属者が過去最多の9組となった（8組だった第6回まででも、吉本所属は第1回と第2回の5組が最多）。
- 大会史上初めて出場組数が2000組を下回った（1707組）。
- ジャルジャルが第8回以降の制度で初めて、「ファースト、ファイナルの両ステージで点数1位」と「全体得点ランキングの1位・2位の独占」を同時に達成した。
- ジャルジャルはロバート・かもめんたる・かまいたちに次いで4組目となる決勝進出経験者の優勝となった。なお、ジャルジャルはその中で最多である4度の決勝進出を果たしている（ロバート・かまいたちは2度目で優勝しており、かもめんたるは2度目で優勝後に一度決勝進出を果たしている）。
- ジャルジャルは、同大会で最下位と優勝を経験した初のコンビとなった（2009年最下位・2020年優勝）[注 31]。
- 第8回以降の制度で、ファーストステージにおいて同点を獲得したコンビ・ユニットが2大会連続で複数組出た（ジャングルポケットとニッポンの社長の454点、滝音とGAGの445点）が、4組ともファーストステージの10組が終了した時点で敗退が決定したため番組内では優劣はつけられず、そのまま進行した。また初めてファイナルステージにおいて同点を獲得したコンビが出た（ニューヨークと空気階段の463点。しかし合計得点で優劣が決まっている）。
- ファイナルステージの最低評点（90点）が過去最高となったが、初めてファイナルステージに進出した全組が1名の審査員から最低評点を付けられている（三村）。また、3組の得点差はわずか1点だった。
- バナナマンとさまぁ〜ずがこの大会を最後に審査員を退任した。

### 第14回（2021年）
| 成績 | グループ名 所属事務所           | キャッチコピー               | 決勝進出歴    | ファースト | ファースト | ファイナル | ファイナル | 合計  |
| 成績 | グループ名 所属事務所           | キャッチコピー               | 決勝進出歴    | 出番       | 得点       | 出番       | 得点       | 合計  |
| ---- | ------------------------------- | ---------------------------- | ------------- | ---------- | ---------- | ---------- | ---------- | ----- |
| 優勝 | 空気階段 吉本興業               | ダメ人間の人生逆転劇場       | 3年連続 3回目 | 9番        | 486点      | 3番        | 474点      | 960点 |
| 2位  | ザ・マミィ プロダクション人力舎 | 激情型コント職人             | 初進出        | 8番        | 476点      | 2番        | 459点      | 935点 |
| 2位  | 男性ブランコ 吉本興業           | 不遇の天才第7世代            | 初進出        | 3番        | 472点      | 1番        | 463点      | 935点 |
| 4位  | ニッポンの社長 吉本興業         | 奇々怪々のコントカンパニー   | 2年連続 2回目 | 5番        | 463点      |            |            |       |
| 5位  | ジェラードン 吉本興業           | 濃厚キャラのこってり仕立て   | 初進出        | 2番        | 462点      |            |            |       |
| 6位  | 蛙亭 吉本興業                   | 怪女の微笑み 凡人の狂気      | 初進出        | 1番        | 461点      |            |            |       |
| 7位  | うるとらブギーズ 吉本興業       | バカバカしい世界への案内人   | 3年連続 3回目 | 4番        | 460点      |            |            |       |
| 8位  | そいつどいつ 吉本興業           | 演技派コントジャンキー       | 初進出        | 6番        | 456点      |            |            |       |
| 9位  | マヂカルラブリー 吉本興業       | 予測不能の魔法空間           | 3年ぶり 2回目 | 10番       | 455点      |            |            |       |
| 10位 | ニューヨーク 吉本興業           | 悪意を操る無冠のブレイク芸人 | 2年連続 2回目 | 7番        | 453点      |            |            |       |

| 出番順 | グループ名       | 得点計 | 山内 | 秋山 | 小峠 | 飯塚 | 松本 |
| ------ | ---------------- | ------ | ---- | ---- | ---- | ---- | ---- |
| 1      | 蛙亭             | 461    | 93   | 90   | 93   | 93   | 92   |
| 2      | ジェラードン     | 462    | 90   | 96   | 92   | 91   | 93   |
| 3      | 男性ブランコ     | 472    | 96   | 96   | 94   | 95   | 91   |
| 4      | うるとらブギーズ | 460    | 90   | 93   | 93   | 94   | 90   |
| 5      | ニッポンの社長   | 463    | 95   | 95   | 94   | 90   | 89   |
| 6      | そいつどいつ     | 456    | 92   | 89   | 91   | 89   | 95   |
| 7      | ニューヨーク     | 453    | 91   | 90   | 90   | 92   | 90   |
| 8      | ザ・マミィ       | 476    | 96   | 96   | 95   | 93   | 96   |
| 9      | 空気階段         | 486    | 98   | 97   | 97   | 97   | 97   |
| 10     | マヂカルラブリー | 455    | 92   | 91   | 89   | 89   | 94   |

最高評点 98点 山内健司（空気階段）
最低評点 89点 秋山竜次（そいつどいつ）、小峠英二（マヂカルラブリー）、飯塚悟志（そいつどいつ、マヂカルラブリー）、松本人志（ニッポンの社長）
平均点 464.4点
| 出番順 | グループ名   | 総得点 | 得点計 | 山内 | 秋山 | 小峠 | 飯塚 | 松本 |
| ------ | ------------ | ------ | ------ | ---- | ---- | ---- | ---- | ---- |
| 1      | 男性ブランコ | 935    | 463    | 93   | 91   | 93   | 93   | 93   |
| 2      | ザ・マミィ   | 935    | 459    | 94   | 91   | 91   | 91   | 92   |
| 3      | 空気階段     | 960    | 474    | 96   | 93   | 95   | 95   | 95   |

最高評点 96点 山内健司（空気階段）
最低評点 91点 秋山竜次（男性ブランコ、ザ・マミィ） 、小峠英二（ザ・マミィ）、飯塚悟志（ザ・マミィ）
平均点 465.3点
| 順位 | グループ名       | ステージ   | 得点 |
| ---- | ---------------- | ---------- | ---- |
| 1位  | 空気階段         | ファースト | 486  |
| 2位  | ザ・マミィ       | ファースト | 476  |
| 3位  | 空気階段         | ファイナル | 474  |
| 4位  | 男性ブランコ     | ファースト | 472  |
| 5位  | ニッポンの社長   | ファースト | 463  |
| 5位  | 男性ブランコ     | ファイナル | 463  |
| 7位  | ジェラードン     | ファースト | 462  |
| 8位  | 蛙亭             | ファースト | 461  |
| 9位  | うるとらブギーズ | ファースト | 460  |
| 10位 | ザ・マミィ       | ファイナル | 459  |
| 11位 | そいつどいつ     | ファースト | 456  |
| 12位 | マヂカルラブリー | ファースト | 455  |
| 13位 | ニューヨーク     | ファースト | 453  |

- 今大会から即席ユニットの参加が可能となった[17]。
- 第4回（2011年）から使われていた番組ロゴが10年ぶりに変更された（第2回（2009年）、第3回（2010年）はロゴの「ン」の形が統一されていない）。
- エントリー総数が第4回（2011年）以来10年ぶりに3000組を超えた（3015組）。
- 昨年と同じくファイナリストは事前開示となった。なお、公式からの決勝進出者発表は準決勝終了から3日後の9月6日午後18時。
- マヂカルラブリーは第2回（2009年）のサンドウィッチマン以来12年ぶり2組目となる『M-1』優勝後の『KOC』ファイナリストとなった。また野田は史上初である『R-1』優勝後の『KOC』ファイナリストとなり、更に史上初めて『M-1』と『R-1』を制した2冠王者として決勝に進出した。
- イワクラ（蛙亭）が第10回（2017年）のあいなぷぅ（パーパー）とアンゴラ村長（にゃんこスター）以来、4年ぶりに女性芸人ファイナリストとなった。また、男女コンビ（蛙亭）が4年ぶりに決勝進出した。
- エントリーした芸人の参加表明や予選に密着する公式YouTubeが開始。
- 吉本興業所属者は前回と並んで過去最多の9組。
- トリオ（ジェラードン）の決勝進出が1組のみであるのは、第9回（2016年）のジャングルポケット以来5年ぶり。
- プロダクション人力舎からの決勝進出は、第8回（2015年）の巨匠以来6年ぶり。
- 第8回（2015年）から審査員を務めていたバナナマン・さまぁ〜ず・松本人志の5名から、山内健司（かまいたち）・小峠英二（バイきんぐ）・秋山竜次（ロバート）・飯塚悟志（東京03）の歴代王者4名[注 32]と松本を合わせた5名へと審査員が変更された。なお、審査員は決勝当日、『お笑いの日』内の各パート〈お笑いミクスチャーFES、ソウドリ、ザ・ベストワン、キングオブコント2021〉内で1名ずつ発表された。
- 今大会はTwitterライブにて暫定席の様子の生配信が行われた。生放送の関係上、蛙亭の敗者コメントが無かったというトラブルはあったものの生配信にて敗退後の退場・声かけ等のシーンは流れた。
- 3大会連続、前年準優勝のコンビが最下位に沈んだ（わらふぢなるお・うるとらブギーズ・ニューヨーク）。ニューヨークは大会史上初めて全審査員から最低得点を獲得せず最下位へ沈んだコンビとなった（ただし、第8回以降の制度での最下位得点では当時の最高得点）。
- 今大会では様々な新記録が樹立された。
  - ファーストステージにおいて、審査員全員から90点以上の評点を得たファイナリストが過去最高の7組となった。
  - ファーストステージで初めて全組に90点以上をつけた審査員が出た（山内）。
  - 空気階段はファーストステージ、ファイナルステージ共に全審査員から単独1位評価を受けた史上初のグループとなった。また、彼らがファーストステージで獲得した486点は、第8回以降でのステージ別歴代最高得点である。
  - ファーストステージの平均点の歴代最高記録が10点以上更新された（464.4点）。ファイナルステージの平均点（465.3点）も過去最高である。
- 史上初めてファイナルステージ後の合計点数（935点）が並んだ（ザ・マミィ、男性ブランコ）。空気階段がその得点を上回り（960点）優勝したため、優劣は決まらず同率2位となった。
- ザ・マミィは2年ぶりに非吉本勢としてファイナルステージへ進出した。
- 空気階段は昨年王者のジャルジャルに次ぎ、2組目の過去に最下位経験のある優勝者となった。
- 第8回からの制度で初めてファーストステージで同点になった出場者、ファーストステージよりも得点が高い出場者が現れなかった。

### 第15回（2022年）
| 成績 | グループ名 所属事務所           | キャッチコピー               | 決勝進出歴        | ファースト | ファースト | ファイナル | ファイナル | 合計  |
| 成績 | グループ名 所属事務所           | キャッチコピー               | 決勝進出歴        | 出番       | 得点       | 出番       | 得点       | 合計  |
| ---- | ------------------------------- | ---------------------------- | ----------------- | ---------- | ---------- | ---------- | ---------- | ----- |
| 優勝 | ビスケットブラザーズ 吉本興業   | 濃厚特盛ファンタジア         | 3年ぶり 2回目     | 8番        | 481点      | 3番        | 482点      | 963点 |
| 2位  | コットン 吉本興業               | 怪演ドラマチックシアター     | 初進出            | 7番        | 470点      | 2番        | 474点      | 944点 |
| 3位  | や団 SMA NEET Project           | 不屈の弾丸コント15度目の正直 | 初進出            | 6番        | 470点      | 1番        | 473点      | 943点 |
| 4位  | ネルソンズ 吉本興業             | 嘆きのトライアングル         | 3年ぶり 2回目     | 2番        | 466点      |            |            |       |
| 5位  | かが屋 マセキ芸能社             | コント・ドリーム・ビリーバー | 3年ぶり 2回目     | 3番        | 463点      |            |            |       |
| 6位  | 最高の人間 プロダクション人力舎 | コントで結んだ悪魔の契約     | 初進出 ノーシード | 10番       | 462点      |            |            |       |
| 7位  | ロングコートダディ 吉本興業     | 天下御免の小競り合い         | 2年ぶり 2回目     | 5番        | 461点      |            |            |       |
| 8位  | クロコップ ケイダッシュステージ | 異才のバカゲークリエイター   | 初進出 ノーシード | 1番        | 460点      |            |            |       |
| 9位  | いぬ 吉本興業                   | バカ犬どものじゃれ合いショー | 初進出 ノーシード | 4番        | 459点      |            |            |       |
| 10位 | ニッポンの社長 吉本興業         | THEマッドコントファクトリー  | 3年連続 3回目     | 9番        | 455点      |            |            |       |

| 出番順 | グループ名           | 得点計 | 山内 | 秋山 | 小峠 | 飯塚 | 松本 |
| ------ | -------------------- | ------ | ---- | ---- | ---- | ---- | ---- |
| 1      | クロコップ           | 460    | 90   | 93   | 94   | 90   | 93   |
| 2      | ネルソンズ           | 466    | 96   | 92   | 92   | 94   | 92   |
| 3      | かが屋               | 463    | 94   | 93   | 93   | 92   | 91   |
| 4      | いぬ                 | 459    | 91   | 94   | 90   | 89   | 95   |
| 5      | ロングコートダディ   | 461    | 92   | 95   | 92   | 92   | 90   |
| 6      | や団                 | 470    | 93   | 95   | 93   | 95   | 94   |
| 7      | コットン             | 470    | 96   | 96   | 91   | 91   | 96   |
| 8      | ビスケットブラザーズ | 481    | 95   | 96   | 97   | 95   | 98   |
| 9      | ニッポンの社長       | 455    | 89   | 93   | 92   | 91   | 90   |
| 10     | 最高の人間           | 462    | 91   | 92   | 93   | 93   | 93   |

最高評点 98点 松本人志（ビスケットブラザーズ）
最低評点 89点 山内健司（ニッポンの社長）、飯塚悟志（いぬ）
平均点 464.7点
| 出番順 | グループ名           | 総得点 | 得点計 | 山内 | 秋山 | 小峠 | 飯塚 | 松本 |
| ------ | -------------------- | ------ | ------ | ---- | ---- | ---- | ---- | ---- |
| 1      | や団                 | 943    | 473    | 95   | 94   | 94   | 96   | 94   |
| 2      | コットン             | 944    | 474    | 96   | 95   | 95   | 95   | 93   |
| 3      | ビスケットブラザーズ | 963    | 482    | 95   | 96   | 96   | 97   | 98   |

最高評点 98点 松本人志（ビスケットブラザーズ）
最低評点 93点 松本人志（コットン）
平均点 476.3点
| 順位 | グループ名           | ステージ   | 得点 |
| ---- | -------------------- | ---------- | ---- |
| 1位  | ビスケットブラザーズ | ファイナル | 482  |
| 2位  | ビスケットブラザーズ | ファースト | 481  |
| 3位  | コットン             | ファイナル | 474  |
| 4位  | や団                 | ファイナル | 473  |
| 5位  | や団                 | ファースト | 470  |
| 5位  | コットン             | ファースト | 470  |
| 7位  | ネルソンズ           | ファースト | 466  |
| 8位  | かが屋               | ファースト | 463  |
| 9位  | 最高の人間           | ファースト | 462  |
| 10位 | ロングコートダディ   | ファースト | 461  |
| 11位 | クロコップ           | ファースト | 460  |
| 12位 | いぬ                 | ファースト | 459  |
| 13位 | ニッポンの社長       | ファースト | 455  |

- 初めて即席ユニットが決勝に進出した（最高の人間）。また、最高の人間のメンバーである岡野陽一は『M-1』と『THE MANZAI』も含め、初めて別の相方と完全に異なるグループで賞レース決勝進出を果たした（巨匠のメンバーとして2014年と2015年に決勝進出）。
- 最高の人間のメンバーである吉住は、史上初の『THE W』優勝後の『KOC』ファイナリストであり、更に史上初めて『THE W』と『R-1』の決勝進出経験を持つファイナリストとして決勝へ進出を果たした。
- 女性芸人（吉住）が決勝に進出したのは、昨年のイワクラ（蛙亭）に続いて4人目。また、男女コンビ（最高の人間）が決勝に進出したのも、昨年の蛙亭に続いて4組目。
- 初めてケイダッシュステージ所属がファイナリストになった（クロコップ）。
- SMA NEET Project所属の芸人が第11回以来4年ぶりに決勝進出した（や団）。
- 7年連続で前年度の『M-1』ファイナリストが決勝進出した（タイムマシーン3号→アキナ、さらば青春の光→マヂカルラブリー→ジャルジャル→ニューヨーク→マヂカルラブリー、ニューヨーク→ロングコートダディ）。
- 決勝進出経験者の中で連続決勝進出者がニッポンの社長のみで、それ以外の決勝進出経験者4組は過去の大会からの返り咲きとなった。これは第9回（2016年）以来6年ぶりの事例である。
- ビスケットブラザーズが「ファースト、ファイナルの両ステージで点数1位」と「全体得点ランキングの1位・2位の独占」を同時に達成した。
  - 第4回以来、実に11年ぶりに返り咲き組が優勝した。
  - きんは『M-1』、『R-1』、『THE MANZAI』と合わせて香川県かつ四国出身者初の優勝者となった。
  - 過去に3位を経験したことがない決勝経験者の優勝は初。
- 今大会でも様々な新記録が樹立された。
  - ファーストステージにおいて、審査員全員から90点以上の評点を得たファイナリストが過去最高の8組となった。
  - ビスケットブラザーズがファーストステージとファイナルステージの両方で480点以上を記録し、第8回以降の制度における合計得点の歴代最高が更新された（963点）。
  - 第8回からの制度で初めて、ファイナルステージに進出した全ての出場者が、ファーストステージよりも高い得点を獲得した。
  - ファイナルステージの平均点の歴代最高記録が10点以上更新された（476.3点）。ファーストステージの平均点（464.7点）も過去最高である。
- 今大会より暫定席での敗退コメントが廃止された。そのため、脱落が決定した瞬間のリアクション等は、公式SNSでの配信ライブでしか見られなくなっている。

### 第16回（2023年）
| 成績 | グループ名 所属事務所                           | キャッチコピー                  | 決勝進出歴        | ファースト | ファースト | ファイナル | ファイナル | 合計  |
| 成績 | グループ名 所属事務所                           | キャッチコピー                  | 決勝進出歴        | 出番       | 得点       | 出番       | 得点       | 合計  |
| ---- | ----------------------------------------------- | ------------------------------- | ----------------- | ---------- | ---------- | ---------- | ---------- | ----- |
| 優勝 | サルゴリラ 吉本興業                             | 40年共に歩んだけもの道          | 初進出            | 9番        | 482点      | 3番        | 482点      | 964点 |
| 2位  | カゲヤマ 吉本興業                               | 一撃必殺のダーティープレイヤー  | 初進出            | 1番        | 469点      | 2番        | 476点      | 945点 |
| 3位  | ニッポンの社長 吉本興業                         | ザ・マッドコントファクトリー    | 4年連続 4回目     | 2番        | 468点      | 1番        | 466点      | 934点 |
| 4位  | ファイヤーサンダー ワタナベエンターテインメント | 情熱とひらめきの化学反応        | 初進出            | 8番        | 466点      |            |            |       |
| 5位  | や団 SMA NEET Project                           | リベンジに燃える劇場キング!     | 2年連続 2回目     | 3番        | 465点      |            |            |       |
| 6位  | ジグザグジギー マセキ芸能社                     | 制御不能のコントジェントル      | 7年ぶり 3回目     | 5番        | 464点      |            |            |       |
| 6位  | ラブレターズ ASH&Dコーポレーション              | 帰って来た演技派コントボーイズ  | 7年ぶり 4回目     | 10番       | 464点      |            |            |       |
| 8位  | 蛙亭 吉本興業                                   | 哀愁のコミカルホラー            | 2年ぶり 2回目     | 4番        | 463点      |            |            |       |
| 9位  | 隣人 吉本興業                                   | 西の奇想天外プレイヤー          | 初進出            | 7番        | 460点      |            |            |       |
| 10位 | ゼンモンキー ワタナベエンターテインメント       | トリオコントNEWジェネレーション | 初進出 ノーシード | 6番        | 456点      |            |            |       |

| 出番順 | グループ名         | 得点計 | 山内 | 秋山 | 小峠 | 飯塚 | 松本 |
| ------ | ------------------ | ------ | ---- | ---- | ---- | ---- | ---- |
| 1      | カゲヤマ           | 469    | 95   | 95   | 92   | 92   | 95   |
| 2      | ニッポンの社長     | 468    | 90   | 94   | 94   | 94   | 96   |
| 3      | や団               | 465    | 92   | 93   | 93   | 94   | 93   |
| 4      | 蛙亭               | 463    | 92   | 94   | 90   | 93   | 94   |
| 5      | ジグザグジギー     | 464    | 93   | 94   | 93   | 91   | 93   |
| 6      | ゼンモンキー       | 456    | 92   | 91   | 90   | 91   | 92   |
| 7      | 隣人               | 460    | 91   | 92   | 91   | 92   | 94   |
| 8      | ファイヤーサンダー | 466    | 94   | 94   | 91   | 95   | 92   |
| 9      | サルゴリラ         | 482    | 97   | 96   | 96   | 96   | 97   |
| 10     | ラブレターズ       | 464    | 92   | 93   | 93   | 93   | 93   |

最高評点 97点 山内健司、松本人志（サルゴリラ）
最低評点 90点 山内健司（ニッポンの社長）、小峠英二（蛙亭、ゼンモンキー）
平均点 465.7点
| 出番順 | グループ名     | 総得点 | 得点計 | 山内 | 秋山 | 小峠 | 飯塚 | 松本 |
| ------ | -------------- | ------ | ------ | ---- | ---- | ---- | ---- | ---- |
| 1      | ニッポンの社長 | 934    | 466    | 93   | 95   | 94   | 91   | 93   |
| 2      | カゲヤマ       | 945    | 476    | 94   | 96   | 95   | 96   | 95   |
| 3      | サルゴリラ     | 964    | 482    | 95   | 97   | 97   | 97   | 96   |

最高評点 97点 秋山竜次、小峠英二、飯塚悟志（サルゴリラ）
最低評点 91点 飯塚悟志（ニッポンの社長）
平均点 474.7点
| 順位 | グループ名         | ステージ   | 得点 |
| ---- | ------------------ | ---------- | ---- |
| 1位  | サルゴリラ         | ファースト | 482  |
| 1位  | サルゴリラ         | ファイナル | 482  |
| 3位  | カゲヤマ           | ファイナル | 476  |
| 4位  | カゲヤマ           | ファースト | 469  |
| 5位  | ニッポンの社長     | ファースト | 468  |
| 6位  | ファイヤーサンダー | ファースト | 466  |
| 6位  | ニッポンの社長     | ファイナル | 466  |
| 8位  | や団               | ファースト | 465  |
| 9位  | ジグザグジギー     | ファースト | 464  |
| 9位  | ラブレターズ       | ファースト | 464  |
| 11位 | 蛙亭               | ファースト | 463  |
| 12位 | 隣人               | ファースト | 460  |
| 13位 | ゼンモンキー       | ファースト | 456  |

- 第4回大会（2011年）以来、実に12年ぶりにエントリー数が大会史上最多を更新した（3,036組）。
- 第8回大会（2015年）以来、8年ぶりに昨年の『M-1』のファイナリストが決勝進出しなかった。
- 第12回大会（2019年）以来、4年ぶりにトップバッターからのファイナルステージ進出者が出た（カゲヤマ）。
  - さらに7組目終了時点で最初の3組（カゲヤマ、ニッポンの社長、や団）が当初の順位を維持し、カゲヤマは8組目終了後も維持したため最初にファイナルステージ進出が決定、2組目のニッポンの社長もファイナルステージに進出した。
- 第12回大会（2019年）以来、4年ぶりに初進出のコンビが優勝した。
- 第12回大会（2019年）以来、4年ぶりに吉本興業以外の事務所（ワタナベエンターテインメント）から2組以上のファイナリストが進出した（ファイヤーサンダー、ゼンモンキー）。
- 今大会でも様々な新記録が樹立された。
  - 大会史上初めて、審査員全員が全てのネタに90点以上の得点をつけた。
    - 大会史上初めて、ファーストステージで全体の最低評点（山内：90点）をつけられたグループ（ニッポンの社長）がファイナルステージに進出した。

  - サルゴリラが大会史上初めて、「ファースト、ファイナルの両ステージで審査員全員から単独1位評価」と「全体得点ランキングの1位・2位を独占」を同時に成し遂げ、名実ともに完全優勝となった。
    - また、ファイナルステージで初めて審査員全員の採点の高低が完全に一致した。

  - 第12回大会（2019年）のどぶろっく以来、史上2組目の40代のコンビが優勝した。さらに赤羽健壱が優勝当時44歳、児玉智洋も当時43歳のため、コンビでどぶろっくの江口直人（当時41歳）が持っていた優勝最年長記録を更新した。
  - 3年連続でファーストステージの平均点の過去最高が更新された（465.7点）。
  - 3年連続で第8回以降の制度における合計得点の歴代最高が更新された（960点→963点→964点）。

### 第17回（2024年）
| 成績 | グループ名 所属事務所                           | キャッチコピー             | 決勝進出歴        | ファースト | ファースト | ファイナル | ファイナル | 合計  |
| 成績 | グループ名 所属事務所                           | キャッチコピー             | 決勝進出歴        | 出番       | 得点       | 出番       | 得点       | 合計  |
| ---- | ----------------------------------------------- | -------------------------- | ----------------- | ---------- | ---------- | ---------- | ---------- | ----- |
| 優勝 | ラブレターズ ASH&Dコーポレーション              | 狂気と哀愁のコントブルース | 2年連続 5回目     | 10番       | 475点      | 1番        | 472点      | 947点 |
| 2位  | ロングコートダディ 吉本興業                     | 無冠のコントジーニアス     | 2年ぶり 3回目     | 1番        | 475点      | 2番        | 471点      | 946点 |
| 3位  | ファイヤーサンダー ワタナベエンターテインメント | 予測不能のコント策士       | 2年連続 2回目     | 7番        | 476点      | 3番        | 469点      | 945点 |
| 4位  | や団 SMA NEET Project                           | 狂い咲きコントドランカー   | 3年連続 3回目     | 4番        | 474点      |            |            |       |
| 5位  | シティホテル3号室 タイタン                      | クセあり空間支配人         | 初進出            | 3番        | 471点      |            |            |       |
| 6位  | ダンビラムーチョ 吉本興業                       | 自由形エンターテイナー     | 初進出            | 2番        | 469点      |            |            |       |
| 7位  | ニッポンの社長 吉本興業                         | おかげさまで5周年          | 5年連続 5回目     | 6番        | 468点      |            |            |       |
| 7位  | cacao 吉本興業                                  | 荒唐無稽のトリプルプレー   | 初進出 ノーシード | 8番        | 468点      |            |            |       |
| 9位  | コットン 吉本興業                               | ポップスターの逆襲         | 2年ぶり 2回目     | 5番        | 461点      |            |            |       |
| 10位 | 隣人 吉本興業                                   | 進化した奇想天外ワールド   | 2年連続 2回目     | 9番        | 458点      |            |            |       |

| 出番順 | グループ名         | 得点計 | じろう | 山内 | 秋山 | 小峠 | 飯塚 |
| ------ | ------------------ | ------ | ------ | ---- | ---- | ---- | ---- |
| 1      | ロングコートダディ | 475    | 96     | 95   | 94   | 94   | 96   |
| 2      | ダンビラムーチョ   | 469    | 94     | 94   | 95   | 93   | 93   |
| 3      | シティホテル3号室  | 471    | 93     | 92   | 94   | 95   | 97   |
| 4      | や団               | 474    | 96     | 94   | 96   | 96   | 92   |
| 5      | コットン           | 461    | 91     | 91   | 93   | 93   | 93   |
| 6      | ニッポンの社長     | 468    | 92     | 93   | 95   | 96   | 92   |
| 7      | ファイヤーサンダー | 476    | 95     | 95   | 94   | 94   | 98   |
| 8      | cacao              | 468    | 94     | 91   | 93   | 95   | 95   |
| 9      | 隣人               | 458    | 92     | 91   | 92   | 92   | 91   |
| 10     | ラブレターズ       | 475    | 95     | 95   | 94   | 96   | 95   |

最高評点 98点 飯塚悟志（ファイヤーサンダー）
最低評点 91点 山内健司（cacao、コットン、隣人）、じろう（コットン）、飯塚悟志（隣人）
平均点 469.5点
| 出番順 | グループ名         | 総得点 | 得点計 | じろう | 山内 | 秋山 | 小峠 | 飯塚 |
| ------ | ------------------ | ------ | ------ | ------ | ---- | ---- | ---- | ---- |
| 1      | ラブレターズ       | 947    | 472    | 94     | 96   | 95   | 94   | 93   |
| 2      | ロングコートダディ | 946    | 471    | 95     | 95   | 96   | 93   | 92   |
| 3      | ファイヤーサンダー | 945    | 469    | 93     | 94   | 93   | 95   | 94   |

最高評点 96点 山内健司（ラブレターズ）、秋山竜次（ロングコートダディ）
最低評点 92点 飯塚悟志（ロングコートダディ）
平均点 470.7点
| 順位 | グループ名         | ステージ   | 得点 |
| ---- | ------------------ | ---------- | ---- |
| 1位  | ファイヤーサンダー | ファースト | 476  |
| 2位  | ロングコートダディ | ファースト | 475  |
| 2位  | ラブレターズ       | ファースト | 475  |
| 4位  | や団               | ファースト | 474  |
| 5位  | ラブレターズ       | ファイナル | 472  |
| 6位  | シティホテル3号室  | ファースト | 471  |
| 6位  | ロングコートダディ | ファイナル | 471  |
| 8位  | ダンビラムーチョ   | ファースト | 469  |
| 8位  | ファイヤーサンダー | ファイナル | 469  |
| 10位 | ニッポンの社長     | ファースト | 468  |
| 10位 | cacao              | ファースト | 468  |
| 12位 | コットン           | ファースト | 461  |
| 13位 | 隣人               | ファースト | 458  |

- 本編の放送時間は過去最長の3時間半。ただしネタ数は13本のまま変わらず、審査員のコメントなどにより長時間を割く形となっている。
  - 隣人のネタに対する審査コメントの際、浜田が3回連続でじろうにコメントを要求するという流れがあった。
  - 暫定席での敗退コメントが3年ぶりに復活したが、この回でもシティホテル3号室のコメントが無いというトラブルがあった。
- 連続での決勝進出が5組と過去最多。決勝経験者も第8回（2015年）と同じく7組と最多。
- ニッポンの社長が大会史上初の5年連続決勝進出を果たした。
- 初めてタイタン所属の芸人（シティホテル3号室）が決勝進出した。
- 初めて470点台からのファーストステージ敗退者が出た（シティホテル3号室、や団）。
- 4年連続でファーストステージの平均点の過去最高が更新された（469.5点）。
- ファイナルステージ進出者のファーストステージの得点差がわずか「1点」となり、実質的にファイナルステージの結果で最終順位が決まることになった。
- 第8回からの制度で初めて、ファイナルステージに進んだ組が全員決勝経験者となった。
- ラブレターズが歴代優勝者の中で最多の5回目の決勝進出で優勝を果たした。
  - 最下位経験者の優勝はジャルジャル、空気階段に次いで3組目。
  - 第12回（2019年）以来、5年ぶりに吉本興業以外のコンビが優勝した。
  - 第11回（2018年）以来、6年ぶりにファイナルステージのトップバッターが優勝した。
    - 一方で、同年のチョコレートプラネット以来、6年ぶりにファーストステージ1位通過のコンビ（ファイヤーサンダー）が優勝できなかった。
    - ファーストステージ1位通過のコンビがファイナルステージの点数、合計点数ともに最下位に終わるのもチョコレートプラネット以来2組目。
- 2年連続でファーストステージのトップバッターが準優勝となった。
- 全体の最低評点が過去最高の「91点」になった一方で、第13回（2020年）以来4年ぶりに「97点」以上を付けた審査員が1名（飯塚）のみになった。

## 各種記録等
決勝進出・優勝記録
| 項目                               | 記録      | 記録保持者                                           | 放送回                |
| ---------------------------------- | --------- | ---------------------------------------------------- | --------------------- |
| 決勝進出回数                       | 6回       | さらば青春の光                                       | 第5-8,10,11回         |
| 連続決勝進出回数                   | 5年連続   | ニッポンの社長                                       | 第13-17回             |
| 決勝返り咲き回数                   | 3回       | ザ・ギースラブレターズ                               | 第8,11,13回第7,9,16回 |
| 決勝進出から返り咲きまでの最長記録 | 9年ぶり   | ジャルジャル                                         | 第3回→第12回          |
| 結成から優勝までの最長記録         | 19年      | バッファロー吾郎                                     | 第1回                 |
| 結成から決勝進出までの最長記録     | 22年      | TKO                                                  | 第6回                 |
| 結成から優勝までの最短記録         | 3年6か月  | コロコロチキチキペッパーズ                           | 第8回                 |
| 結成から決勝進出までの最短記録     | 5か月     | にゃんこスター                                       | 第10回                |
| 最長芸歴優勝記録                   | 19年6か月 | サルゴリラ                                           | 第16回                |
| 最長芸歴決勝進出記録               | 22年      | TKO                                                  | 第6回                 |
| 最短芸歴優勝記録                   | 4年6か月  | コロコロチキチキペッパーズ                           | 第8回                 |
| 最短芸歴決勝進出記録               | 2年6か月  | チョコレートプラネットアンゴラ村長（にゃんこスター） | 第1回第10回           |
| 最年長優勝記録                     | 44歳6か月 | 赤羽健壱（サルゴリラ）                               | 第16回                |
| 最年長決勝進出記録                 | 44歳6か月 | 赤羽健壱（サルゴリラ）                               | 第16回                |
| 最年少優勝記録                     | 24歳1か月 | 西野創人（コロコロチキチキペッパーズ）               | 第8回                 |
| 最年少決勝進出記録                 | 23歳2か月 | 小川裕史（リンゴスター）                             | 第7回                 |

決勝進出回数
- 4回以上進出のグループを記載。

| 進出回数 | グループ名         | 放送回          |
| -------- | ------------------ | --------------- |
| 6回      | さらば青春の光     | 第5-8,10,11回   |
| 5回      | ラブレターズ       | 第4,7,9,16,17回 |
| 5回      | ニッポンの社長     | 第13-17回       |
| 4回      | TKO                | 第1,3,4,6回     |
| 4回      | しずる             | 第2,3,5,9回     |
| 4回      | ザ・ギース         | 第1,8,11,13回   |
| 4回      | ジャルジャル       | 第2,3,12,13回   |
| 4回      | ジャングルポケット | 第8-10,13回     |
| 4回      | GAG                | 第10-13回       |

得点記録（第2 - 6回）
| 項目                         | 記録    | 記録保持者                                                | 放送回 |
| ---------------------------- | ------- | --------------------------------------------------------- | ------ |
| 最高合計得点                 | 1941点  | バイきんぐ                                                | 第5回  |
| 最低合計得点                 | 1394点  | トップリード                                              | 第5回  |
| ファーストステージ最高得点   | 967点   | バイきんぐ                                                | 第5回  |
| ファーストステージ最低得点   | 711点   | トップリード                                              | 第5回  |
| セカンドステージ最高得点     | 982点   | かもめんたる                                              | 第6回  |
| セカンドステージ最低得点     | 683点   | トップリード                                              | 第5回  |
| 合計得点1位と2位の最大得点差 | 134点差 | 1位 - バイきんぐ（1941点） 2位 - さらば青春の光（1807点） | 第5回  |
| 合計得点1位と2位の最小得点差 | 45点差  | 1位 - 東京03（1788点） 2位 - サンドウィッチマン（1743点） | 第2回  |

歴代ステージ別得点ランキング（第2 - 6回）
- 940点以上獲得したグループを記載。太字はその回で優勝したグループ。

| 順位 | 得点 | グループ名     | 放送回 | ステージ   |
| ---- | ---- | -------------- | ------ | ---------- |
| 1位  | 982  | かもめんたる   | 第6回  | セカンド   |
| 2位  | 974  | バイきんぐ     | 第5回  | セカンド   |
| 3位  | 967  | バイきんぐ     | 第5回  | ファースト |
| 4位  | 953  | 東京03         | 第2回  | セカンド   |
| 5位  | 950  | 鬼ヶ島         | 第6回  | セカンド   |
| 6位  | 946  | 天竺鼠         | 第6回  | セカンド   |
| 7位  | 945  | さらば青春の光 | 第5回  | セカンド   |
| 8位  | 942  | ピース         | 第3回  | セカンド   |
| 8位  | 942  | ロバート       | 第4回  | ファースト |

歴代合計得点ランキング（第2 - 6回）
- 1800点以上獲得したグループを記載。太字はその回で優勝したグループ。

| 順位 | 得点 | グループ名         | 放送回 |
| ---- | ---- | ------------------ | ------ |
| 1位  | 1941 | バイきんぐ         | 第5回  |
| 2位  | 1905 | かもめんたる       | 第6回  |
| 3位  | 1876 | ロバート           | 第4回  |
| 4位  | 1854 | 鬼ヶ島             | 第6回  |
| 5位  | 1836 | キングオブコメディ | 第3回  |
| 6位  | 1825 | 天竺鼠             | 第6回  |
| 7位  | 1809 | 2700               | 第4回  |
| 8位  | 1807 | さらば青春の光     | 第5回  |

得点記録（第8回以降）
| 項目                                            | 記録  | 記録保持者                                                                                  | 放送回            |
| ----------------------------------------------- | ----- | ------------------------------------------------------------------------------------------- | ----------------- |
| 最高合計得点                                    | 964点 | サルゴリラ                                                                                  | 第16回            |
| ファーストステージ最高得点                      | 486点 | 空気階段                                                                                    | 第14回            |
| ファーストステージ最低得点                      | 419点 | さらば青春の光GAG少年楽団やさしいズ                                                         | 第8回第10回第11回 |
| ファイナルステージ進出ボーダー最高得点          | 475点 | ラブレターズロングコートダディ                                                              | 第17回            |
| ファーストステージ敗退ボーダー最高得点          | 474点 | や団                                                                                        | 第17回            |
| ファイナルステージ最高得点                      | 482点 | ビスケットブラザーズサルゴリラ                                                              | 第15回第16回      |
| ファイナルステージ最低得点                      | 429点 | ロッチ                                                                                      | 第8回             |
| ファーストステージ ボーダーライン間の最大得点差 | 18点  | 4位 - ジャングルポケット（452点） 4位 - アンガールズ（452点） 6位 - わらふぢなるお（434点） | 第10回            |
| ファーストステージ ボーダーライン間の最小得点差 | 同点  | 3位 - ジャルジャル（457点） 3位 - GAG（457点）                                              | 第13回            |
| 合計得点1位と2位の最大得点差                    | 25点  | 1位 - 空気階段（960点） 2位 - ザ・マミィ（935点） 2位 - 男性ブランコ（935点）               | 第14回            |
| 合計得点1位と2位の最小得点差                    | 1点   | 1位 - ラブレターズ（947点） 2位 - ロングコートダディ（946点）                               | 第17回            |

歴代ステージ別得点ランキング（第8回以降）
- 475点以上獲得したグループを記載。太字はその回で優勝したグループ。

| 順位 | 得点 | グループ名             | 放送回 | ステージ   |
| ---- | ---- | ---------------------- | ------ | ---------- |
| 1位  | 486  | 空気階段               | 第14回 | ファースト |
| 2位  | 482  | ビスケットブラザーズ   | 第15回 | ファイナル |
| 2位  | 482  | サルゴリラ             | 第16回 | ファースト |
| 2位  | 482  | サルゴリラ             | 第16回 | ファイナル |
| 5位  | 481  | ビスケットブラザーズ   | 第15回 | ファースト |
| 6位  | 480  | どぶろっく             | 第12回 | ファースト |
| 7位  | 478  | ロッチ                 | 第8回  | ファースト |
| 7位  | 478  | かまいたち             | 第10回 | ファイナル |
| 7位  | 478  | チョコレートプラネット | 第11回 | ファースト |
| 10位 | 477  | ジャルジャル           | 第13回 | ファースト |
| 11位 | 476  | ザ・マミィ             | 第14回 | ファースト |
| 11位 | 476  | カゲヤマ               | 第16回 | ファイナル |
| 11位 | 476  | ファイヤーサンダー     | 第17回 | ファースト |
| 14位 | 475  | ロングコートダディ     | 第17回 | ファースト |
| 14位 | 475  | ラブレターズ           | 第17回 | ファースト |

歴代合計得点ランキング（第8回以降）
- 940点以上獲得したグループを記載。太字はその回で優勝したグループ。

| 順位 | 得点 | グループ名           | 放送回 |
| ---- | ---- | -------------------- | ------ |
| 1位  | 964  | サルゴリラ           | 第16回 |
| 2位  | 963  | ビスケットブラザーズ | 第15回 |
| 3位  | 960  | 空気階段             | 第14回 |
| 4位  | 947  | ラブレターズ         | 第17回 |
| 5位  | 946  | ロングコートダディ   | 第17回 |
| 6位  | 945  | カゲヤマ             | 第16回 |
| 6位  | 945  | ファイヤーサンダー   | 第17回 |
| 8位  | 944  | コットン             | 第15回 |
| 9位  | 943  | や団                 | 第15回 |
| 10位 | 942  | かまいたち           | 第10回 |
| 11位 | 941  | ジャルジャル         | 第13回 |

## 放送日時
全てTBS Bスタジオからの生放送。第13回大会（2020年）からは「お笑いの日」の第2部として放送。
| 回 | 放送日         | 放送時間                                        |
| -- | -------------- | ----------------------------------------------- |
| 1  | 2008年10月5日  | 19:00 - 20:54                                   |
| 2  | 2009年9月22日  | 19:55 - 22:48                                   |
| 3  | 2010年9月23日  | 19:00 - 21:48                                   |
| 4  | 2011年9月23日  | 19:00 - 21:48                                   |
| 5  | 2012年9月22日  | 19:00 - 21:48                                   |
| 6  | 2013年9月23日  | 19:00 - 20:00（事前番組） 20:00 - 22:54（本編） |
| 7  | 2014年10月13日 | 20:00 - 22:54                                   |
| 8  | 2015年10月11日 | 19:00 - 19:54（事前番組） 19:54 - 22:48（本編） |
| 9  | 2016年10月2日  | 18:55 - 19:54（事前番組） 19:54 - 22:48（本編） |
| 10 | 2017年10月1日  | 19:00 - 19:54（事前番組） 19:54 - 22:48（本編） |
| 11 | 2018年9月22日  | 18:55 - 21:54                                   |
| 12 | 2019年9月21日  | 18:55 - 21:54                                   |
| 13 | 2020年9月26日  | 19:00 - 21:54                                   |
| 14 | 2021年10月2日  | 19:00 - 21:54                                   |
| 15 | 2022年10月8日  | 19:00 - 21:54                                   |
| 16 | 2023年10月21日 | 19:00 - 21:54                                   |
| 17 | 2024年10月12日 | 18:30 - 21:56                                   |

## DVD
初年度から2014年まで、決勝の模様を収録したDVDが「よしもとアール・アンド・シー」から販売されていた。
- キングオブコント2008（2009年2月18日発売）
- キングオブコント2009（2009年12月23日発売）
- キングオブコント2010（2010年12月22日発売）
- キングオブコント2011（2011年12月23日発売）
- キングオブコント2012（2012年12月19日発売）
- キングオブコント2013（2013年12月18日発売）
- キングオブコント2014（2014年12月24日発売）

準決勝の映像もDISC2に一部収録されているが、2012年のみ優勝者のバイきんぐに密着した特別番組『キングの晩餐会』のディレクターズカット版が収録されている。
2015以降はDVD化されていないが、同年優勝のコロコロチキチキペッパーズ西野によるとDVD化に際して音楽ネタが著作権問題で障害になっているとのこと。
DVDではBGMや効果音などがかなり差し替えられている。

### DVDのカット箇所
基本的に放送された内容はすべて収録されているが、一部の芸人のネタは著作権などの問題で一部の音声がカットされている。以下にDVDで音声がカットされた部分を示す。
| 年（回）        | コンビ名                   | 音声がカットされた部分                           |
| --------------- | -------------------------- | ------------------------------------------------ |
| 2010年（第3回） | TKO（セカンド）            | 木下扮するモロゾフ後藤が洋楽を歌う場面           |
| 2011年（第4回） | ラブレターズ（ファースト） | 校歌の途中、「上を向いて歩こう」を歌った部分     |
| 2013年（第6回） | TKO（ファースト）          | ホール・ニュー・ワールドを（替え歌で）歌った部分 |

## ネット配信
2018年9月1日より動画配信サービス「Paravi」（2023年よりU-NEXTに統合）にて2009、2011-2017の決勝が再配信されている。音楽ネタは著作権がクリアされているものの、不祥事により解散したコンビ（キングオブコメディ・トップリードなど）の出演シーンはカットされている（2010は配信自体されていない）。2008は2018年9月1日時点では配信されていたが、お笑い芸人による闇営業問題発覚後に配信終了となっている。2018以降の決勝も放送終了後より配信されている。
決勝終了後の23:30より、2018年はGYAO!で、2019年から2022年まではParaviで、2023年からはU-NEXTで「大反省会」が生配信されている。2019年までは赤坂の居酒屋で、2020年から2022年は豊洲のバーベキュー場で、2023年は赤坂のイタリアンで、2024年は赤坂のしゃぶしゃぶ屋でファイナリスト達の打ち上げおよびインタビューを行なう。MCはバイきんぐであったが、小峠が審査員となったことから、2021年はバイきんぐ・西村とかまいたち・濱家、2022年は西村と東京03・豊本、2023年・2024年は西村とシソンヌ・長谷川が担当した。バイク川崎バイクも出演。
2021年からは決勝の1週前より「キングオブコメント〜ファイナリストからファイナリストへの質問」をParaviで順次配信。先輩芸人が他のファイナリストからの質問を預かり、各ファイナリストにインタビューを行なう。
また決勝当日は暫定順位席の映像をTwitter公式アカウントででライブ配信している。

## BGM
| 年   | 審査員                 | 曲名                          | アーティスト                           |
| ---- | ---------------------- | ----------------------------- | -------------------------------------- |
| 2015 | バナナマン             | Planet of the Apes / 猿の惑星 | ASIAN KUNG-FU GENERATION               |
| 2015 | さまぁ〜ず             | Please tell me                | TOKYO No.1 SOUL SET                    |
| 2015 | 松本人志               | FUNKASTIC BATTLE              | RIP SLYME vs HOTEI                     |
| 2016 | バナナマン、さまぁ〜ず | The Beginning                 | ONE OK ROCK                            |
| 2016 | 松本人志               | 会心の一撃                    | RADWIMPS                               |
| 2017 | バナナマン             | The Days                      | avicii                                 |
| 2017 | さまぁ〜ず             |                               |                                        |
| 2017 | 松本人志               |                               |                                        |
| 2018 | バナナマン             | Bazaar                        | KSHMR & Marnik                         |
| 2018 | さまぁ〜ず             | The Hum                       | Dimitri Vegas&Like Mike vs Ummet Ozcan |
| 2018 | 松本人志               | Toca                          | Carnage feat.Timmy Trumpet & KSHMR     |
| 2019 | 全員                   | savage                        | AIR SWELL                              |
| 2020 | 全員                   | Feel Good Inc.                | Gorillaz                               |
| 2021 | 全員                   | Paradise Has No Border        | 東京スカパラダイスオーケストラ         |
| 2022 | 全員                   | Paradise Has No Border        | 東京スカパラダイスオーケストラ         |
| 2023 | 全員                   | Paradise Has No Border        | 東京スカパラダイスオーケストラ         |
| 2024 | 全員                   | Paradise Has No Border        | 東京スカパラダイスオーケストラ         |

- Beowulf Slays the Beast（Alan Silvestri） - メインテーマ、CM前ジングル
- Mighty Wings（Cheap Trick） - CM前・CM後ジングル（2009年 - ）
- Steel Tormentor（Halloween） - 出場者紹介（2009 - 2013年）
- アナーキー・イン・ザ・ムジーク ANARCHY IN THE MUSIK（くるり） - オープニング（2021年）
- Kick It Out（BOOM BOOM SATELLITES） - 出場者紹介（2022年 - ）

### 決勝進出者紹介VTR
決勝進出者紹介VTRで使用されるBGMはグループごとに異なる。第13回大会（2020年）と第14回（2021年）は全てのグループに個別の曲が使われた。
| グループ名         | 曲名                              | アーティスト                                   |
| ------------------ | --------------------------------- | ---------------------------------------------- |
| 滝音               | A Brand New Day                   | ザ・シェイプシフターズ                         |
| GAG                | Whiplash                          | ハンク・レヴィ                                 |
| ロングコートダディ | I Never Asked To Be Your Mountain | ケミカル・ブラザーズ                           |
| 空気階段           | キープ・オン・リーチング          | ノエル・ギャラガーズ・ハイ・フライング・バーズ |
| ジャルジャル       | アトラス、ライズ!                 | メタリカ                                       |
| ザ・ギース         | Naxalite                          | アジアン・ダブ・ファウンデーション             |
| うるとらブギーズ   |                                   |                                                |
| ニッポンの社長     | ハイウェイ・チューン              | グレタ・ヴァン・フリート                       |
| ニューヨーク       | JPrint 3                          | 6MilesT                                        |
| ジャングルポケット | Another Star                      | Coimbra                                        |

| グループ名       | 曲名                  | アーティスト           |
| ---------------- | --------------------- | ---------------------- |
| 蛙亭             | Axel F                | クレイジー・フロッグ   |
| ジェラードン     | 恋のメガラバ          | マキシマム ザ ホルモン |
| 男性ブランコ     | Blanco                | ピットブル             |
| うるとらブギーズ | オトナノススメ        | 怒髪天                 |
| ニッポンの社長   | Runaway Baby          | ブルーノ・マーズ       |
| そいつどいつ     | スポットライト        | Creepy Nuts            |
| ニューヨーク     | mOBSCENE              | マリリン・マンソン     |
| ザ・マミィ       | ハイウェイ マイウェイ | 鶴                     |
| 空気階段         | Funny Bunny           | the pillows            |
| マヂカルラブリー | 夜明けのBEAT          | フジファブリック       |

### オープニング
第15回（2022年）からのオープニングには梅田サイファーの各決勝進出者の紹介ラップ曲が使用されている。
第15回（2022年）
- 楽曲は同年12月にトラックをリアレンジした『KING』として配信された[26]。

| 各パート             | アーティスト  |
| -------------------- | ------------- |
| いぬ                 | teppei        |
| かが屋               | テークエム    |
| クロコップ           | OSCA          |
| コットン             | コーラ        |
| 最高の人間           | KOPERU        |
| ニッポンの社長       | KZ            |
| ネルソンズ           | KBD           |
| ビスケットブラザーズ | KennyDoes     |
| や団                 | ILL SWAG GAGA |
| ロングコートダディ   | peko          |
| （フック）           | R-指定        |

第16回（2023年）
- 当年度のテーマ「コントの怪物になれ！」にちなみ、梅田サイファーが「怪物級のアーティスト」として三浦大知を客演に迎えた楽曲が制作された[27][注 39]。

| 各パート           | アーティスト  |
| ------------------ | ------------- |
| （フック）         | R-指定        |
| 蛙亭               | KOPERU        |
| カゲヤマ           | Cosaqu        |
| サルゴリラ         | KBD           |
| ジグザグジギー     | コーラ        |
| ゼンモンキー       | teppei        |
| ニッポンの社長     | KZ            |
| ファイヤーサンダー | テークエム    |
| や団               | ILL SWAG GAGA |
| ラブレターズ       | peko          |
| 隣人               | KennyDoes     |
| （歌唱）           | 三浦大知      |

第17回（2024年）
| 各パート           | アーティスト  |
| ------------------ | ------------- |
| cacao              | peko          |
| コットン           | コーラ        |
| シティホテル3号室  | KOPERU        |
| ダンビラムーチョ   | KBD           |
| ニッポンの社長     | KZ            |
| ファイヤーサンダー | テークエム    |
| や団               | ILL SWAG GAGA |
| ラブレターズ       | Cosaqu        |
| 隣人               | Kennydoes     |
| ロングコートダディ | teppei        |
| （フック）         | 全員          |